# Río Don
El río Don (en ruso: Дон, «río» en la lengua de los escitas), es un largo río de la Rusia europea que fluye por el sudoeste de la gran llanura europea desaguando en la bahía de Taganrog en el mar de Azov. Tiene una longitud de 1870 km (6.° más largo de Europa y 16.º de Rusia), drena una cuenca de 425 600 km² (la 13.ª del país), tiene un caudal de 680 m³/s y una pendiente media de 0,096 m/km. Su cuenca, gran parte en Ucrania, se encuentra entre la del Dniéper, al oeste, la del bajo Volga, inmediatamente al este, y la del Oká (afluente del Volga), al norte.
La fuente del Don surge a una altitud de aproximadamente 180 m sobre el nivel del mar en la parte norte de la meseta central rusa, en la ciudad de Novomoskovsk, siendo uno de sus principales atractivos. En el curso superior —unos 570 km hasta la boca del río Tikhaya Sosna—, el Don fluye en dirección sur a través de la parte sureste del óblast de Tula, la parte central del óblast de Lipetsk y la parte noroeste del óblast de Vorónezh. El valle superior es relativamente angosto, con su ribera derecha alta (hasta 90 m en algunos lugares) y fuertemente disectada por barrancos, y suave la izquierda. Su cauce tiene muchos recodos y rápidos.
En el curso medio —unos 800 km hasta el comienzo del embalse de Tsimliansk—, el Don gira primero hacia el este, se vuelve hacia el sur, luego al sureste e ingresa en la parte norte del óblast de Rostov, comenzando el gran arco hacia el este. Entra en el óblast de Volgogrado, gira gradualmente al sureste, luego al sur y finalmente al suroeste desembocando en el gran embalse de Tsimliansk. En esta sección, se acerca a unos 60 km del Volga, del que le separan las Tierras Altas del Volga. El valle del curso medio se ensancha significativamente, acompañado por una amplia terraza de inundación (en la ciudad de Serafimóvich hasta 6 km), salpicada de muchos ramales antiguos y lagos abandonados. Su ribera derecha sigue siendo más alta y la izquierda está inclinada. Antes de ingresar al embalse de Tsimliansk, su valle se estrecha bruscamente y carece de terraza.
En el curso inferior —unos 500 km desde la ciudad de Kalach del Don hasta la desembocadura—, la dirección del río es suroeste a través del embalse de Tsimliansk, y después, nuevamente en el óblast de Rostov, se vuelve al oeste formando un gran delta (hasta 540 km²) en la desemboca en el golfo de Taganrog del mar de Azov. Después del embalse, el valle se vuelve muy ancho (hasta 20-30 km) con una amplia terraza aluvial y su profundidad alcanza hasta 20 m en algunos lugares.
Las principales ciudades por las que pasa el río, en dirección aguas abajo, son Novomoskovsk (19 697 hab. en 2021), Dankov (19 726 hab.), Zadonsk (9887 hab.), Vorónezh (1 057 681 hab. —a menos de 3 km del río, sobre uno de sus afluentes—, Liski (54 147 hab.), Pávlovsk (22 384 hab.), Serafimóvich (8633 hab.), Kalach del Don (24 277 hab.), Tsimliansk (14 731 hab.), Volgodonsk (165 994 hab.), Konstantínovsk (17 207 hab.), Rostov del Don (1 068 267 hab., la mayor del curso) y Azov (82 090 hab.). Sus afluentes principales son los ríos Donéts (de 1053 km de longitud), Jopior (980 km), Sal (776 km) y Medveditja (745 km). 
El Don es navegable durante (1590 km) desde la desembocadura hasta Vorónezh, aunque la navegación regular opera solamente hasta la ciudad de Liski (1355 km). El Don se congela a finales de noviembre - principios de diciembre y dura unos 140 días en los tramos superiores y hasta 30-90 días en los tramos inferiores; en la parte baja nunca está congelado. El río se abre en los tramos inferiores a finales de marzo, y desde aquí la abertura se extiende rápidamente a los tramos superiores.
Fluyendo desde el centro de Rusia hasta el mar de Azov, en el sur, desempeñó un papel importante para los comerciantes del Imperio bizantino. El Don fue considerado la frontera entre Europa y Asia desde la antigüedad hasta el reinado de Pedro el Grande, que con su política de reorientación del Imperio Ruso favoreció el desplazamiento de esa frontera al este, hasta los montes Urales y el río Ural. El Don es el mismo río Tanais (Τάναϊς en griego antiguo) de las fuentes clásicas grecorromanas.
Administrativamente, el río discurre, aguas abajo, por los óblasts rusos de Tula, Lípetsk, Vorónezh, Rostov y Volgogrado. Su cuenca, además, drena parte de los óblasts  de Belgorod, Kursk, Oriol, Penza, Riazán, Saratov y Tambov, los krais de Krasnodar y de Stavropol y la República de Kalmukia, además de los óblasts ucranianos de Donetsk, Luhansk y Járkov.

## Origen del nombre
El nombre Don proviene de la raíz aria *dānu-: en avéstico: dānu «río», indio antiguo dānu «gotas, rocío, líquido que rezuma». El nombre ruso del río proviene de la palabra escita-sármata dānu, de la misma raíz. El osetio, heredero del escita-sármata, contiene la misma raíz de la palabra дон ('río, agua'). El lingüista soviético V. I. Abaev (1900-2001) creía que «la transición dān → don tuvo lugar no antes de los siglos XIII-XIV, cuando los osetios (alanos) ya no estaban representados masivamente en el sur de Rusia. Por lo tanto, la forma rusa Дон no se puede relacionar directamente con el  osetio moderno don», y que esas palabras están relacionadas a través del idioma escita-sármata.
En Osetia, que es una de las partes de Alania histórica, hasta el día de hoy todos los ríos se escriben con el morfema -дон en la posposición: Ardon, Fiagdon, Ursdon, Karmadon, etc. Los ríos Dniéper, Dniéster, Donets y, posiblemente, el Danubio, tienen una etimología similar al escita-sármata, ya que estaban ubicados en los territorios habitados por los escitas.
Donets es una forma diminutiva del nombre Дон, que se originó en el idioma ruso antiguo. Varios ríos tienen este nombre, la mayoría de los cuales se encuentran en la cuenca del Don: Seversky Donets (Donets del Norte o simplemente Donets), Lipovy Donets, Sazhnoy Donets, Donets Seco. Donets es el antiguo nombre ruso (siglos X-XIV) del río Uda.

### Nombre antiguo
Los autores antiguos, incluido Heródoto, lo llamaron Don Tanais (en griego antiguo: Τάναϊς). Heródoto, y más tarde Estrabón, describieron el Tanais como un río que fluye desde las regiones del norte. Estrabón consideró errónea la opinión de Teófanes de Mitilene de que las fuentes del Tanais estaban en el Cáucaso.
El antiguo geógrafo griego Claudio Ptolomeo indicó las coordenadas de la fuente y la desembocadura del Tanais, guiado por el cual el historiador B. A. Rybakov presentó la hipótesis de que ese río de Ptolomeo podría ser el Seversky Donets, que llega a lo largo del curso inferior del Don actual al mar de Azov. Mientras tanto, Heródoto llamaba al Seversky Donets Girgis.
En la desembocadura del río Tanais, no lejos de la confluencia con el mar de Azov, en el entonces cauce principal del río, más tarde llamado el Donets Muerto (Мёртвый Донец), se fundó la colonia griega Tanais.

## Historia
Según la teoría de la Inundación del mar Negro, en la antigüedad el mar de Azov no existía. En ese momento, el Don desembocaba en el mar Negro en el área del moderno estrecho de Kerch. En 1954, el paleontólogo N. K. Vereshchagin, descubrió en la cantera Leventsovsky, en las afueras occidentales de Rostov-on-Don, un fragmento del hueso metatarsiano de un camello de la especie Paracamelus alutensis, herramienta de piedra, que se refiere al final del Villafranquiense Medio (2,1-1,97 millones de años)
Con respecto a los tiempos prehistóricos, el naturalista y geógrafo alemán Carl Ritter da información sobre el Don en su «Vorhalle».
Según la hipótesis de los kurganes, la región del Volga-Don sería la patria de los protoindoeuropeos alrededor del 4000 a. C., pueblo imprecisamente localizado al norte entre el mar Negro y el mar Caspio. El río Don habría sido una cuna fértil de civilización donde la cultura agrícola neolítica del Cercano Oriente se fusionó con la cultura de cazadores-recolectores de los grupos siberianos, lo que resultó en el pastoreo nómada de los protoindoeuropeos. La tribu eslava oriental de los antes habitaba en el valle del Don y otras áreas del Rusia meridional sur y Rusia central.

### Antigüedad
En la antigüedad, algunos geógrafos griegos consideraban el río como la frontera entre Europa y Asia, (dos de las tres partes del mundo, siendo Libia —África— la tercera, separada de Asia por el río Nilo). En el Libro de los Jubileos, se menciona el río como parte del límite, desde su punto más occidental hasta la desembocadura, de las adjudicaciones a los hijos de Noé, Jafet (norte) y Sem (sur). Se menciona que su curso era tan rápido que nunca se había congelado.
Polibio (200-118 a. C.) no conocía las fuentes del Don. En la Tabula Peutingeriana, el mapa realizado por Peitinger, el Don, aunque desemboca en la laguna Meótide (Μαιῶτις λίμνη, hoy mar de Azov), pero sus fuentes se encuentran en una montaña en la misma orilla del océano, y en su fuente hay una inscripción en el mapa: «El río Tanais que separa Europa de Asia». Jordanes, historiador del Imperio romano, en Getica (551) hace que el Tanais caiga desde los montes Ripeos.
Durante el tiempo de los antiguos escitas era conocido, en griego, como el Tanais (Τάναϊς), y desde esa época ha sido una importante ruta comercial. Tanais aparece en las fuentes antiguas griegas tanto como el nombre del río como de una ciudad de los sármatas en él (Tana-Azaq, la actual Azov), localizada en el sur de su boca, en la región pantanosa de la laguna Meótide (Μαιῶτις λίμνη). Los griegos también llamaban al río  Iazartes (Ἰαζάρτης). Plinio da el nombre escita del Tanais como  Silys. Según Plutarco y Eustacio de Tesalónica, el nombre griego derivaría del escita don o dan.
Según una fuente griega anónima, que históricamente (pero no con certeza) se ha atribuido a Plutarco, el Don era el hogar de las legendarias amazonas de la mitología griega.

### Edad Media

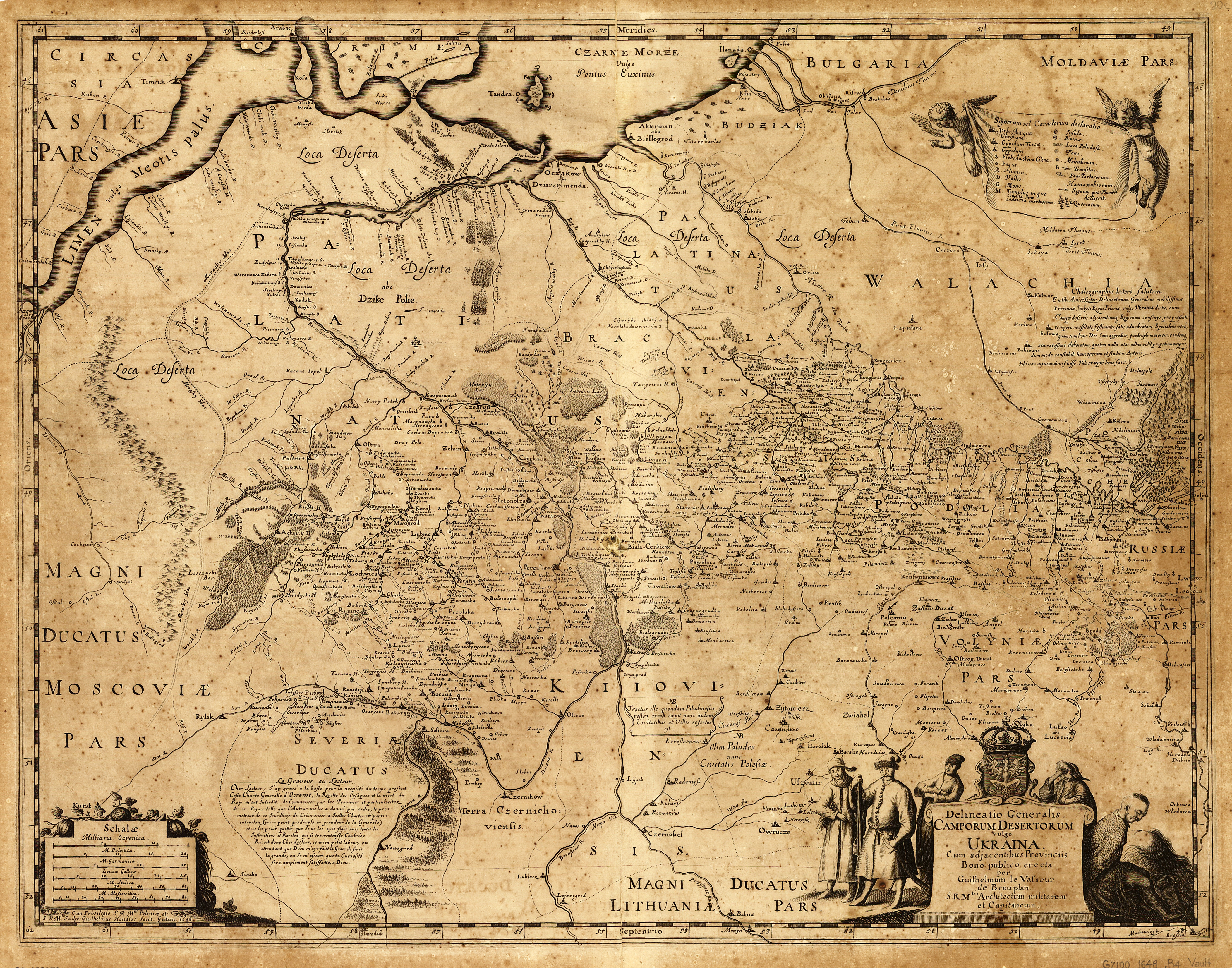
Mapa del sur de Ucrania de 1648: "Asia" arriba a la izquierda, delimitada por el Mar de Azov llamado "Meotis Palus" con el Don fluyendo en "Azov" en el borde izquierdo del mapa

Muchos rastros de la antigua relación de los normandos con el Don se conservan en las sagas, donde se le llama Ванаквисль (en islandés: Vanakvísl). Muchos cuentos míticos también fueron recopilados por el conde Potocki (1782–1831).
Sviatoslav I de Kiev, príncipe-guerrero (r. 945-972) (o konung) de la Rus de Kiev, descendió a lo largo del Don con su séquito en una campaña contra los jázaros. En la Rus de Kiev, el Donets no se correspondía con el Donets moderno, sino con el río Udy, en el que se encontraba la antigua ciudad rusa de Donets, principado de Novgorod-Seversky, bordeando la estepa. A su vez, el Donets moderno se llamaba entonces Don.
Según B. A. Rybakov, lo que se dice en el «Cantar de las huestes de Ígor» sobre el Donets en realidad se referiría al Udy (en particular, el diálogo del príncipe Ígor Sviatoslávich con el río), y lo que se dice sobre Don, de hecho en realidad se refiere al Donets.
El área alrededor del Don estuvo influenciada por el Imperio bizantino porque el río era importante para los comerciantes de Bizancio.
Durante el viaje de Plan del Carpine, en 1246, las orillas del Don estaban regidas por Tubon, cuñado de Batú Kan, nieto de Gengis Kan. Rubruquis (Rubrukvis), que viajó al sur de Rusia en 1253, informa de cruces en el Don, que los rusos mantuvieron por orden de Batu y de su hijo Sartaq Kan; el cruce fue apoyado por barcazas.
Giosafat Barbaro, comerciante, explorador y escritor de viajes italiano del siglo XV que cavó tesoros y abrió los montículos de los alanos a lo largo de las orillas del Don, habla de pandillas de pescadores en el Don y el mar de Azov.
Ambrogio (Ambrose) Contarini escribe que los rusos reconocieron el Don como un río sagrado por su riqueza pesquera. Al pasar como embajador veneciano por las estepas del Don, Contarini y su compañero, Mark Ruf, no vieron más que cielo y tierra, no encontraron caminos ni puentes, ellos mismos tuvieron que hacer balsas para los cruces y alabaron la misericordia de Dios cuando llegaron a la región de Riazán. Pimen, Metropolitano de Moscú (r. 1382-1384), que viajó al Don en 1389 desde Constantinopla, habla del Don exactamente de la misma manera.
Se ha especulado que el área alrededor del estuario habría sido la fuente de la Peste Negra a mediados del siglo XIV.
En 1499, los comerciantes que acompañaban al embajador de Moscú Golokhvastov, enviado por el Gran Duque al sultán Bayezid II (r. 1481-1512), cargaron sus mercancías en barcazas en el «Caballo de Piedra», en la desembocadura del Mecha Rojo (Красной Мечи) debajo de la actual Lebedián.

### Edad Moderna
Los cosacos del Don, que se asentaron en el fértil valle del río en los siglos XVI y XVII, recibieron su nombre del río.
En 1514, el primer embajador turco, el príncipe de Mangut Feodorit Kamal, y el embajador ruso Alekseev, de camino a Moscú, padecieron escasez y hambre en las estepas del Don, perdieron sus caballos; estaban «cubiertos de nieve, de modo que apenas vivos llegaron a los límites de Ryazan».
La fortaleza jázara de Sarkel fue utilizada para dominar este punto en la Edad Media.
Si bien el Don inferior era bien conocido por los geógrafos antiguos, sus tramos medio y superior no estaban cartografiados con precisión antes de la conquista gradual del área por parte de Moscovia en el siglo XVI.
El fuerte de Donkov fue fundado por los príncipes de Riazán a finales del siglo XIV. El fuerte se encontraba en la orilla izquierda del Don, a unos 34 km de la actual ciudad de Dankov, hasta 1568, cuando fue destruido por los tártaros de Crimea, pero pronto fue restaurado en una mejor ubicación fortificada. Se muestra como Donkoen el Atlas de Mercator (1596). Donkov fue reubicado nuevamente en 1618, apareciendo como  Donkagorod en el mapa de Joan Blaeu de 1645.
Tanto Blaeu como Mercator siguen la tradición cartográfica del siglo XVI de permitir que el Don se origine en un gran lago, etiquetado como Resanskoy ozera por Blaeu. Mercator sigue a Giacomo Gastaldo (1551) al mostrar una vía fluvial que conecta ese lago (rotuulado por Gastaldo como Ioanis Lago, y por Mercator  Odoium lac. Iwanowo et Jeztoro) con Riazán y el río Oka. Mercator muestra a Mtsensk (Msczene) como una gran ciudad en esta vía fluvial, lo que sugiere un sistema de canales que conectarían el Don con el Zusha (Schat) y el Upa (Uppa) centrados en un asentamiento Odoium, informado como Odoium lacum (Juanow ozero) en el mapa realizado por el barón Augustin von Mayerberg, líder de una embajada en Moscovia en 1661.
En tiempos recientes, la parte baja del río vivió los intensos combates durante la Operación Urano, uno de los puntos de inflexión de la Segunda Guerra Mundial.
En la literatura moderna, el Don es un tema central en las obras de Mijaíl Shólojov, escritor y premio Nobel. Su obra más famosa se titula El Don apacible. El escritor residía en la stanitsa Vióshenskaya.

### Ciudad de Tana
Bajola dirección de Sigismund von Herberstein, diplomático, escritor e historiador de Carniola, los comerciantes rusos cargaban sus mercancías, las enviaban a lo largo del Don a Caffa, Azov y otras ciudades, cerca de Dankov, principalmente en otoño. Se sabe sobre los tramos inferiores del río que en la antigüedad existió la ciudad de Tana en la desembocadura del Don. Construida por colonos griegos, dependía del Reino del Bósforo.
Más tarde, Tana, una floreciente ciudad comercial, perteneció a los venecianos, luego a los genoveses.
En 1475, Tana, conquistada por los turcos, pasó a llamarse Azaf (Азаф) o Azov. Desde entonces, todos los asuntos comerciales y de embajadas del estado ruso con Crimea y Constantinopla se manejaron principalmente a lo largo del Don.

## Geografía

### Características
El río Don tiene todas las características de un río de llanura. Su pendiente media varía poco desde el nacimiento hasta la desembocadura, con un valor de solo 0,1 ‰ (10 cm/km). Discurre por unas vastas llanuras aluviales en todo su recorrido, excepto en las cercanías de Kalach del Don, donde su valle se estrecha significativamente. El valle del Don, al igual que el de otros ríos de la región, presenta una morfología asimétrica, con las orillas de la derecha altas y empinadas, y las orillas izquierdas bajas y llanas.

### Curso

#### Curso superior

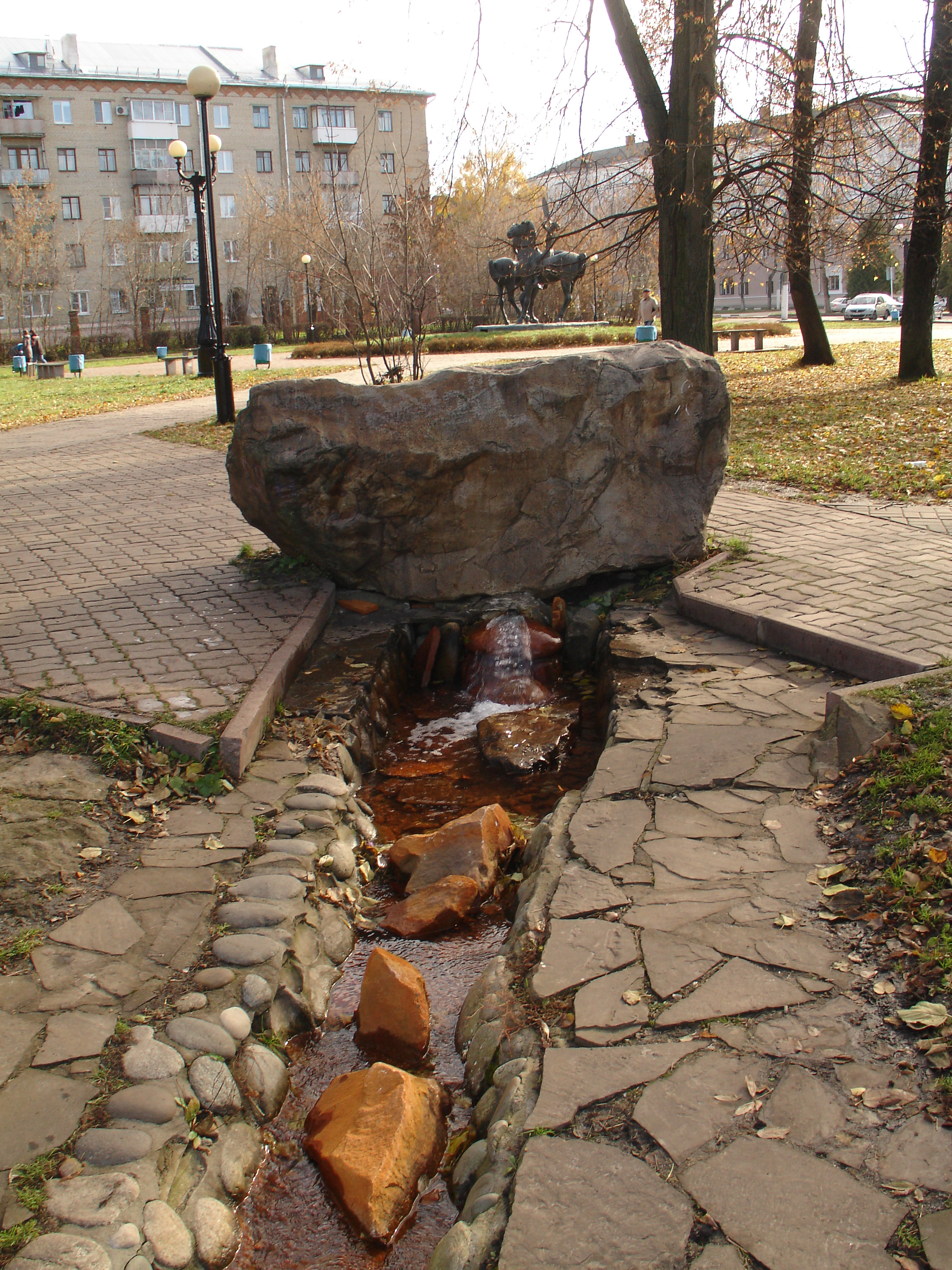
Nacimiento del Don en Novomoskovsk

La fuente del Don se encuentra en la parte norte de la meseta central rusa, a una altitud de unos 230 m sobre el nivel del mar, en el óblast de Tula, a unos 50 km al sureste de Tula (481 216 hab.) y a unos 200 km al sureste de Moscú. Anteriormente,  se tomaba como el comienzo del río el lugar de salida del lago Iván (por lo tanto, el río mismo se llamaba poéticamente Don Ivanovich; en realidad, generalmente no hay flujo de agua desde el lago Iván hasta el Don). Más tarde, después de la construcción del embalse de Shatskoye, al norte de la ciudad de Novomoskovsk (134 081 hab. en 2021), región de Tula, que anegó el lago Iván, era el propio embalse el que se tomaba como la fuente del Don, pero ahora está separado del río por un terraplén-presa del ferrocarril. Ahora se considera que la fuente del Don es la fuente del arroyo (o río) Urvanka, ubicado dentro del parque infantil de Novomoskovsk, unos ]2-3 km al este. En ese lugar se encuentra instalado el conjunto arquitectónico «Fuente del Don». La propia fuente de este complejo es de origen artificial y se alimenta de la red de abastecimiento de agua.
El Don discurre en sus inicios en dirección sur, pasando por la pequeña localidad de Yepifan (2237 hab.) y luego Donskoy (61 477 hab. en 2021), donde recibe por la derecha al primero de sus afluentes de importancia, el río Nepravda (67 km). Tras pasar por Dubovoye (16 101 hab. en 2021) llega un corto tramo en el que el Don, tras recibir por la derecha al corto río Rykhotka (Рыхотка), será límite entre óblast: primero, en una sección de unos 3 km entre Tula (N) y Lípetsk (S) y luego entre Riazán (en el que el río no entra), y Lípetsk (en el medio el río pasa por un trifinio entre los tres óblast). Tras dejar el tramo fronterizo, el Don se adentra en Lípetsk, siguiendo su discurrir hacia el sur pasando por las localidades de Dankov (19 726 hab.) y Lebedián (22 966 hab.), para recibir a continuación, por la derecha, al río Krasivaya Mecha (244 km) y luego al río Sosna (296 km), que acaba de atravesar la ciudad de Yelets (116 726 hab.). Sigue el Don por Zadonsk (9887 hab.), Khlevnoye (6012 hab.) y Kon-Kolodej, y luego llega a un tramo en el que el río forma la frontera natural entre los óblast de Lípetsk y de Vorónezh.
Tras ese corto tramo, el Don entra, por su parte septentrional, en el óblast de Vorónezh. Manteniendo la dirección sur, el río pasa por Semiluki (27 938 hab.)  y al poco, muy cerca, de la capital Vorónezh (1 057 681 hab.) (a unos 2−3 km), donde recibe por la izquierda al homónimo río Vorónezh (de 520 km con sus fuentes y una amplia cuenca de 21 600 km²), que esta embalsado a menos de 12 km de la desembocadura. El embalse de Vorónezh, finalizado en 1972, tiene una superficie de 70,1 km², con una profundidad media de apenas 3,5 m, una longitud de 35 km y un ancho medio de 2,1 km. Casi toda la longitud del embalse cae en el territorio del ciudad de Vorónezh, que es dividida por él en dos partes y se han erigido cuatro puentes sobre el embalse.
Continua el Don su lento avance y luego se le une, por la derecha,  el río Devica. Continúa hacia el sur, atravesando la localidad de Grenjacez (Gremyachye) (3441 hab.) y recibiendo por la derecha al río Potudan (100 km) y más tarde al río Tíjaya Sosná (161 km). Llega luego a la ciudad de Liski (54 147 hab.), para después recibir, por la izquierda, al río Ikorec (97 km), al río Bitiug (379 km) y luego al río Osered (89 km). 

El Don en su curso superior
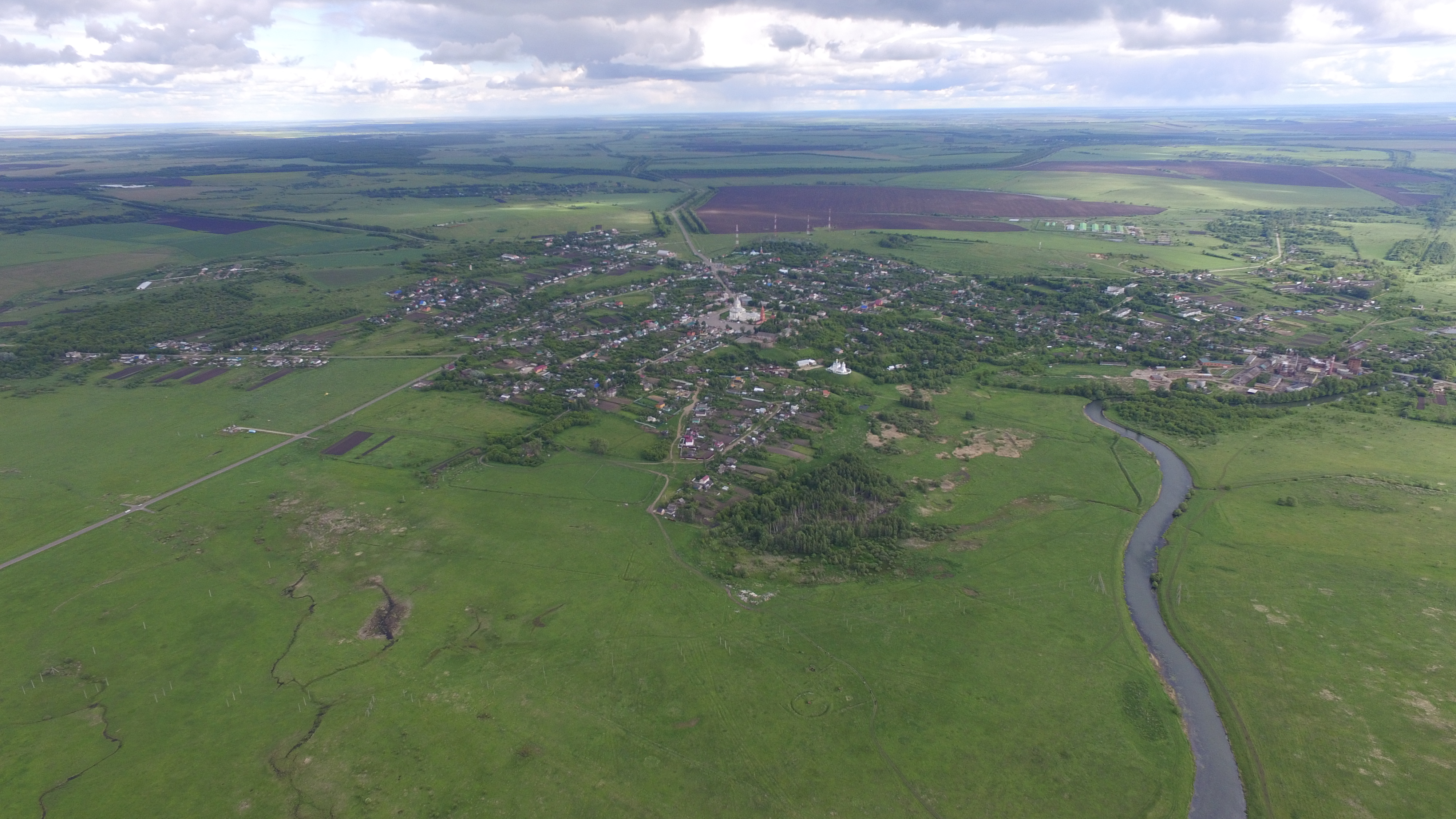
El río a su paso por Yepifan
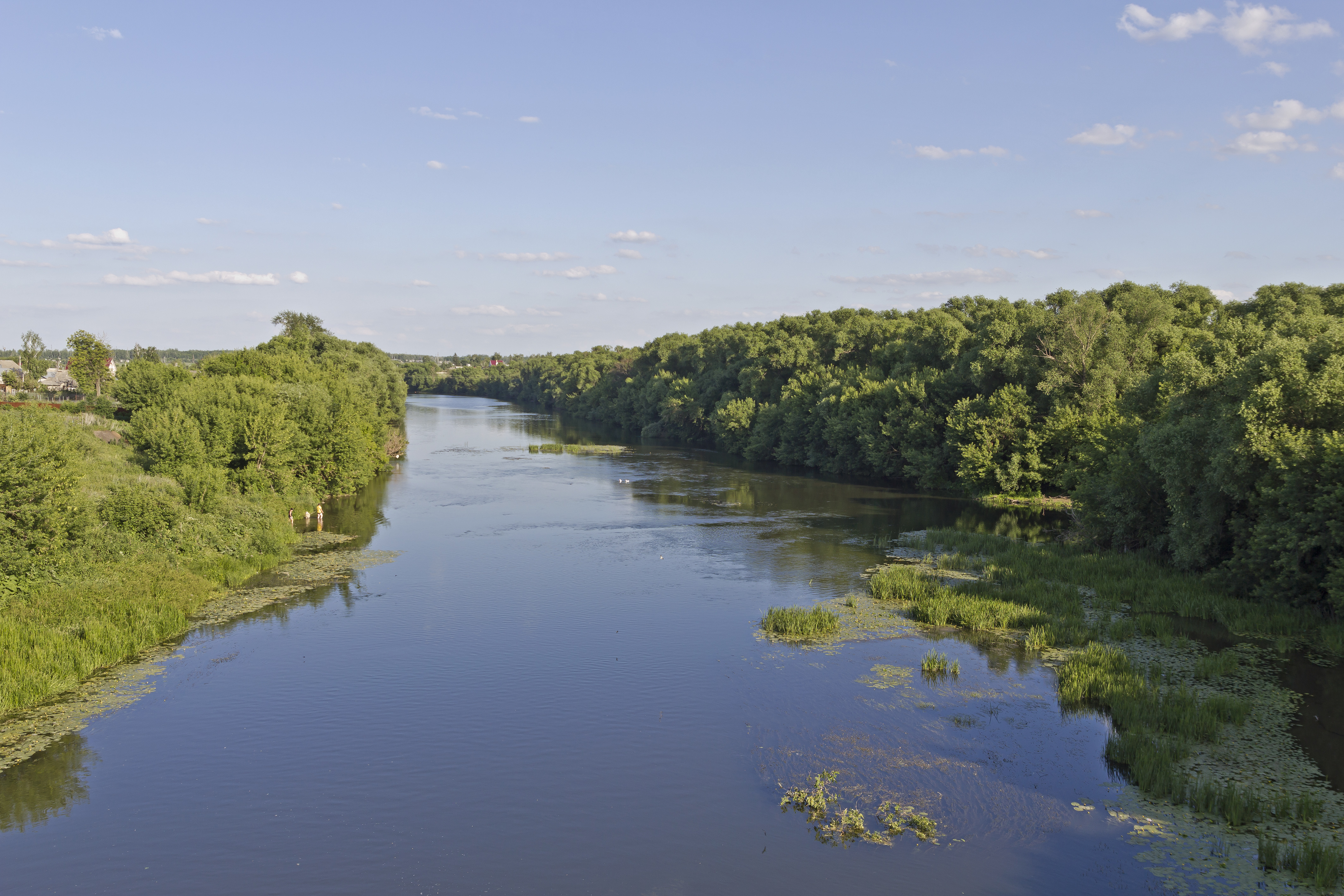
El río en Dankov
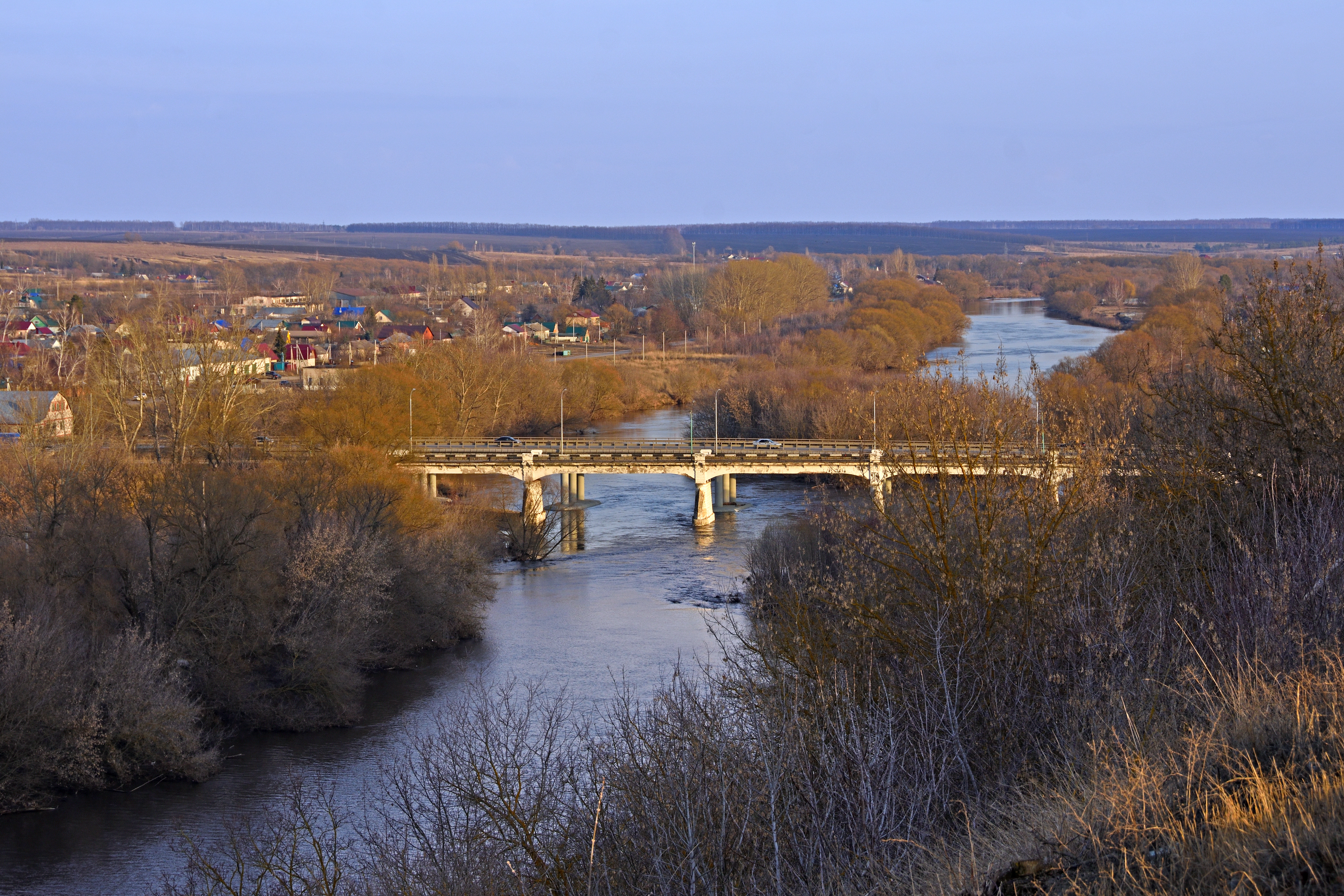
El río en Lebedián
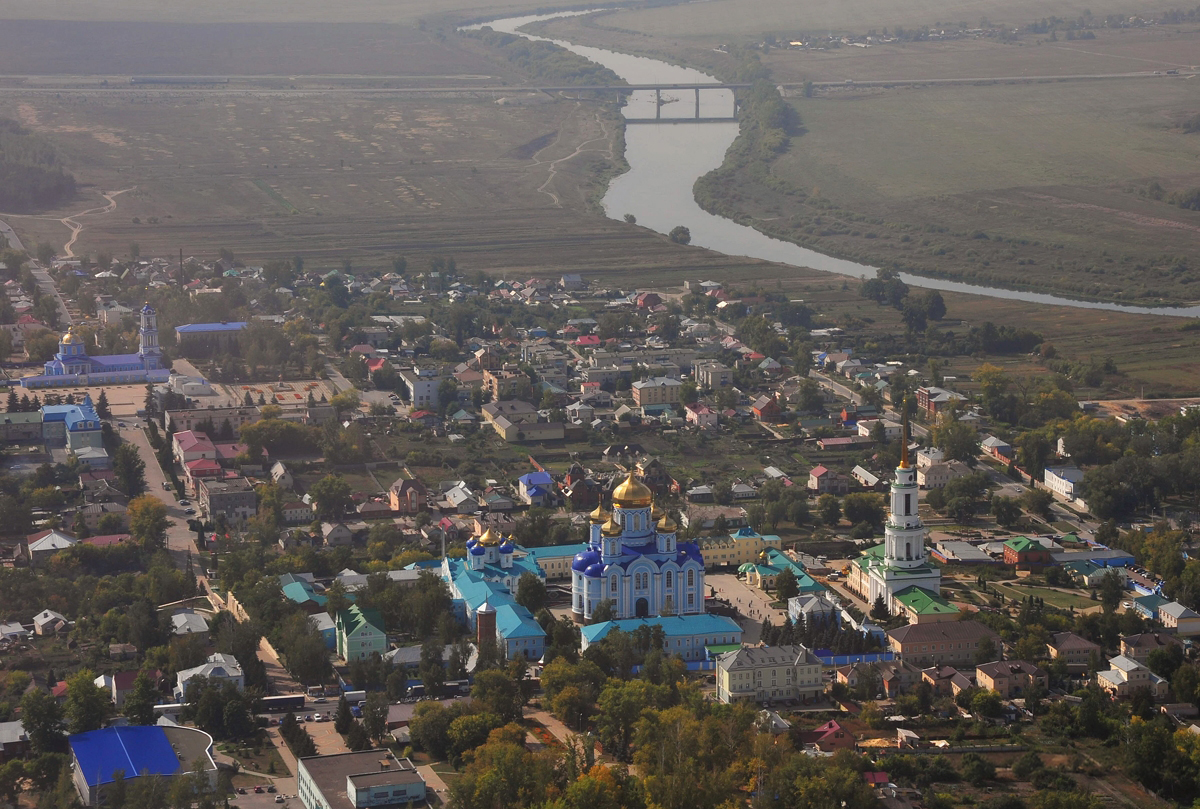
El Don en Zadonsk
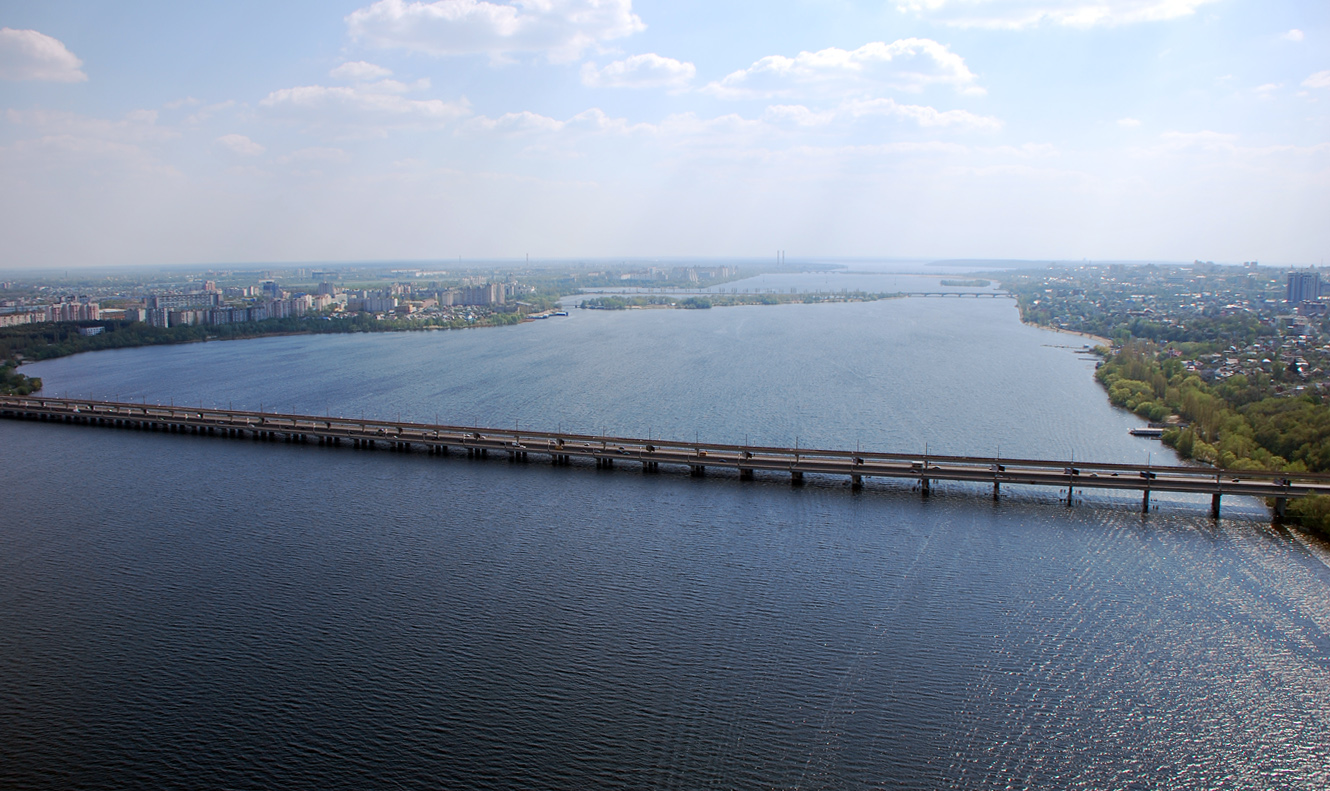
El embalse de Vorónezh, finalizado en 1972

#### Curso medio
Continúa el Don su discurrir pasando por la ciudad de Pávlovsk (22 384 hab.) para luego recibir, por la derecha, al río Chórnaya Kalitvá (162 km) en la pequeña localidad de Novaya Kalitva (2325 hab. en 2010), un punto en el que el río vira hacia el E-SE, y en el que está a menos de 50 km de la frontera con Ucrania. En un tramo de unos 50 km el Don se mantendrá a esa distancia (45-60 km) de la frontera. El río discurre por un tramo en el que recibe, por la izquierda, al río Boguchar (101 km) y, luego, por la derecha, al río Tolucheevk.

El Don en su curso medio
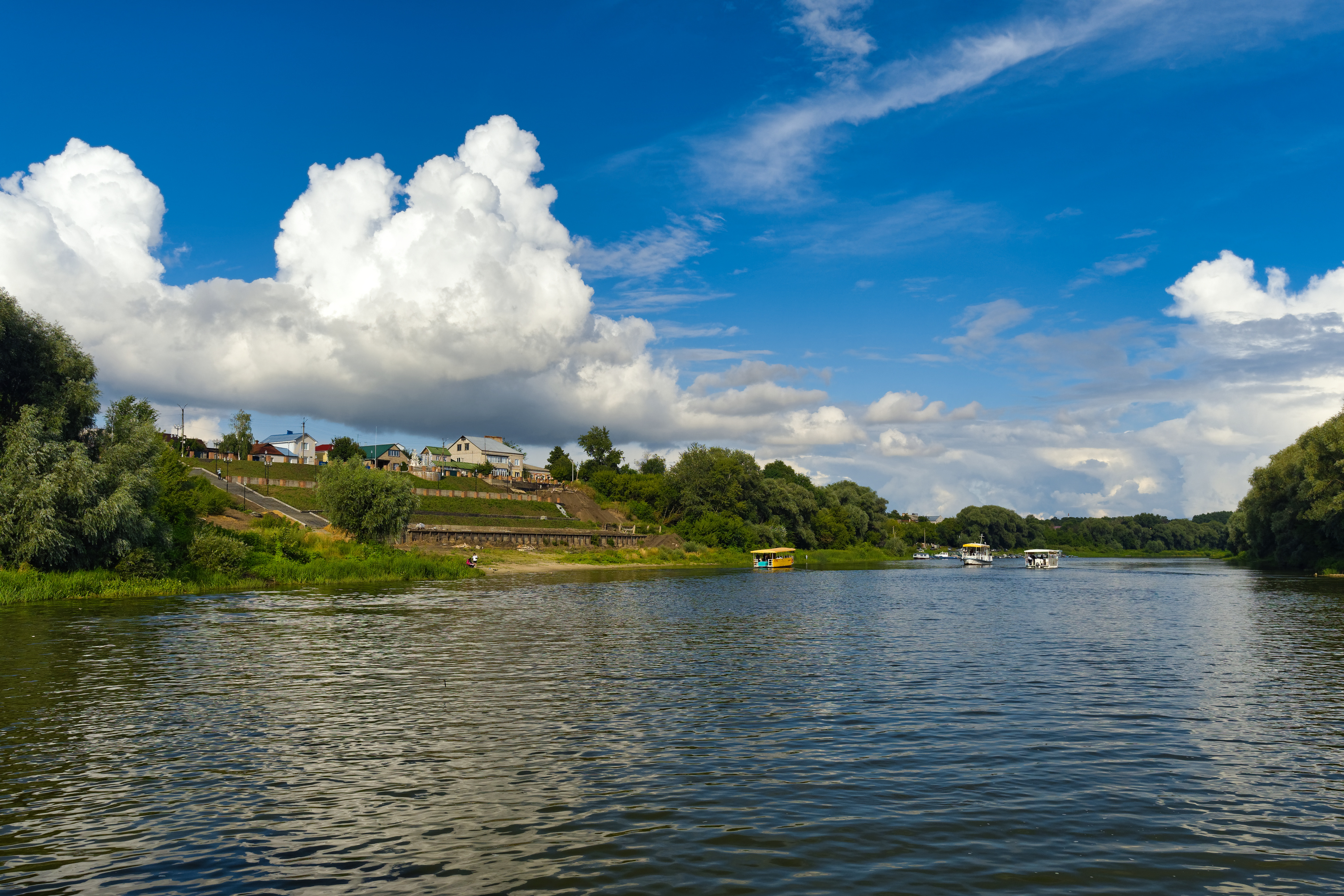
El río Pávlovsk
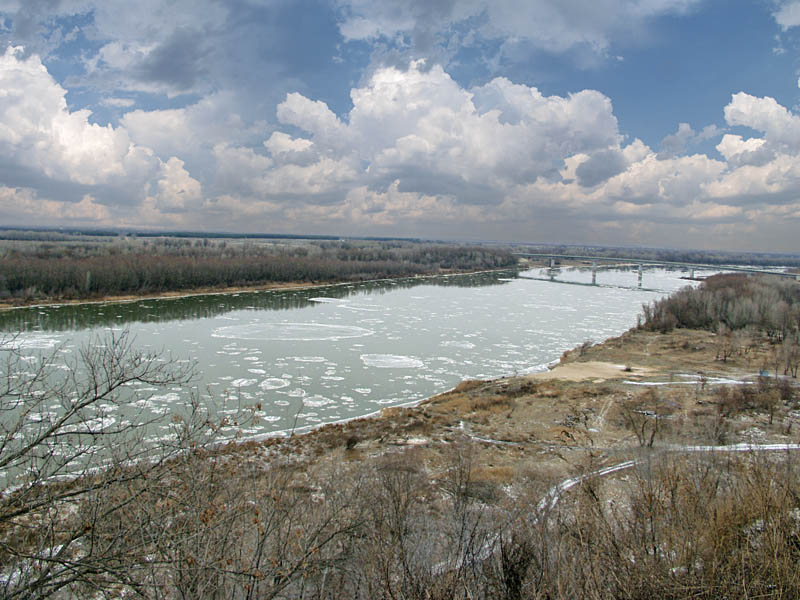
El río en diciembre cerca de Serafimovich
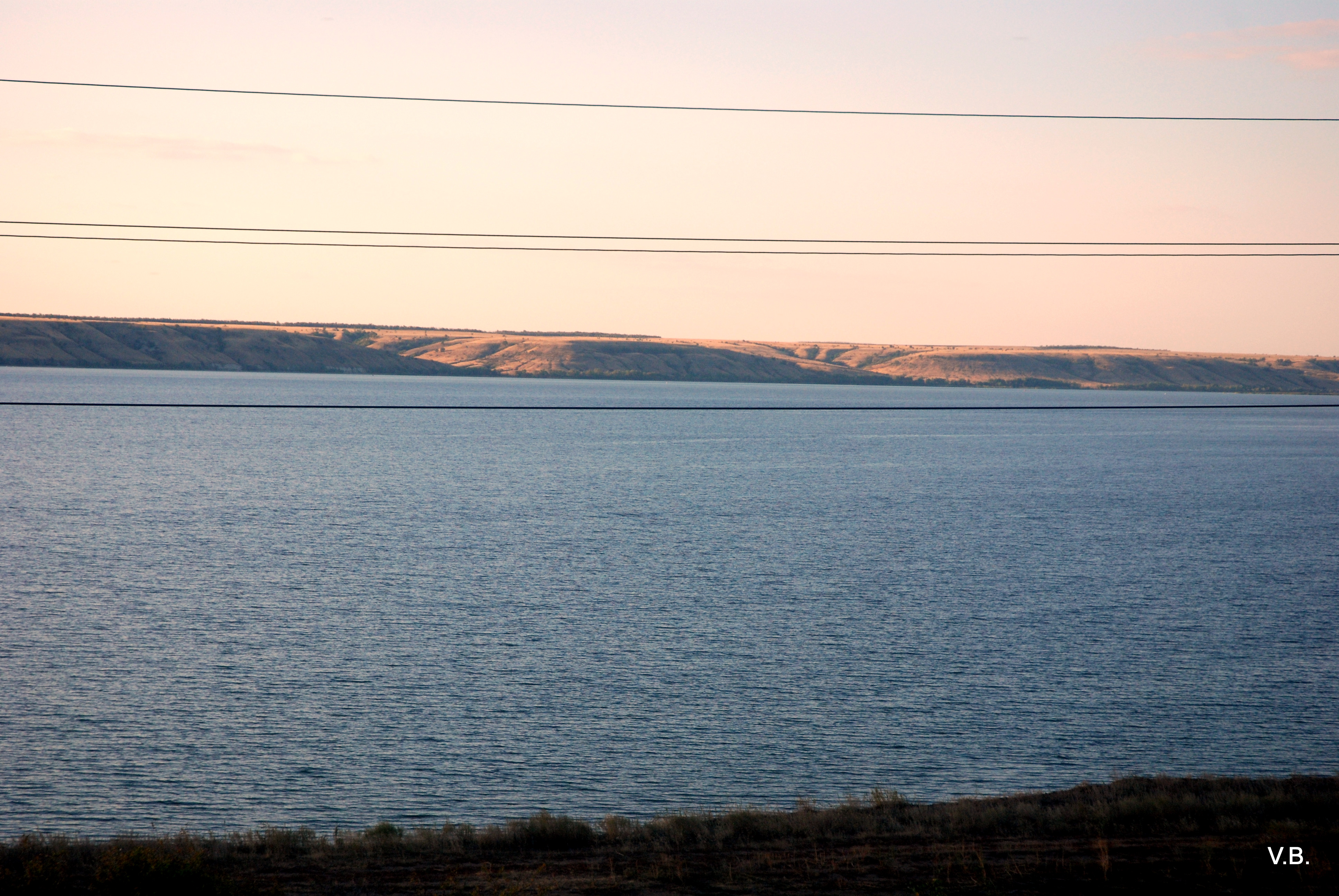
Embalse de Tsimliansk, Kalach del Don
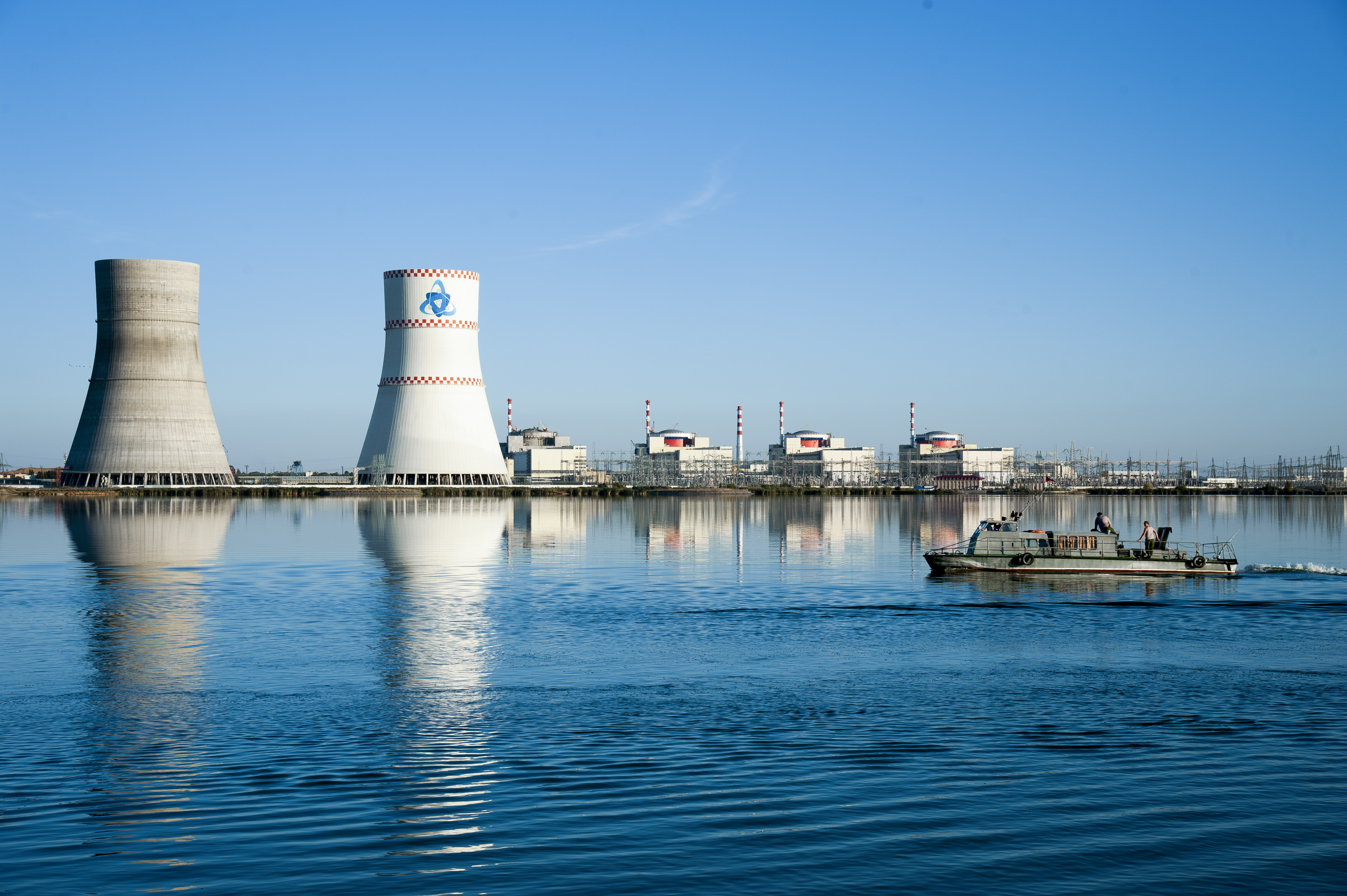
Central nuclear de Rostov en el embalse de Tsimliansk, cerca de Volgodonsk

Abandona al poco el óblast de Vorónezh y se adentra, por su lado occidental, en el óblast de Rostov, un corto tramo en el que recibe por la izquierda al río Peskovatka (80 km) y llega después a las localidades de Kazankaya y Veshenskaya (9317 hab.). Entra luego en el óblast de Volgogrado, para recibir al poco, por la izquierda, a dos grandes afluentes, al río Khoper (980 km) y luego al río Medveditja (745 km). 
En esta área, el Don hace varias curvas cerradas, en la dirección general del flujo hacia el este, y luego gira bruscamente hacia el sur y se acerca al Volga a una distancia de 60 kilómetros, fluyendo unos 40 metros sobre su cauce. El famoso geógrafo A. I. Voeikov habló sobre esta peculiarida geográfica de la siguiente manera:

Volvamos a mirar el mapa y veremos que el Don y el Volga están muy cerca en sus tramos inferiores, de modo que la distancia entre ellos es inferior a 70 verstas. No hay nada igual en el mundo, es decir, en ninguna parte ríos tan importantes que pertenecen a varias cuencas marinas se acercan tanto como el Don y el Volga cerca de Tsaritsyn.

Los geógrafos dividen el Gran Recodo en un sistema de curvas más pequeñas, con dos curvas de segundo orden (Kremenskaya y Sirotinsko-Trekhostrovskaya), y cuatro de tercer orden.
La gran recodo del Don (también, Donskaya Luka) —desde Serafimovich (el antiguo pueblo de Ust-Medveditskaya) hasta Kalach-on-Don, así como el área cubierta por el río— En esta área, el Don hace varias curvas cerradas, en la dirección general del flujo hacia el este, y luego gira bruscamente hacia el sur y se acerca al Volga a una distancia de 60 kilómetros, a una altitud de unos 40 metros sobre el cauce del Volga. 
Unos kilómetros aguas abajo pasa frente a Serafimovich (8633 hab.), después recibe por la izquierda al largo río Ilovlya (358 km y una cuenca de 9250 km²) y llega a Kachalino. El Don vuelve a girar hacia el suroeste, discurriendo por una región cada vez más árida y seca, y un poco antes de llegar a Kalach del Don (24 277 hab.), el río entra en una zona embalsada, la cola del largo embalse de Tsimliansk (2700 km²), inaugurado en 1952 con la presa situada a más de 300 km de distancia aguas abajo. 
A orillas del embalse, cerca de Volgodonsk (165 994 hab.), se encuentra la mayor planta nuclear de Rusia, la central nuclear de Rostov inaugurada en 1977 con cuatro reactores y una potencia de 4030 MW.
En este gran embalse el Don recibe, por la derecha, los ríos Donskaja Carica, Esaulovskij Aksái y Kurmoyarsky Aksái; y, por la izquierda, al río Liska y al río Chir (317 km). A mitad del embalse, el río Don abandona el óblast de Volgogrado y entra nuevamente en el óblast de Rostov, esta vez por su parte centrooriental.
En este punto el Don alcanza la parte más oriental de su recorrido, acercándose tanto a la cuenca del Volga que ha permitido la construcción del canal Volga-Don, inaugurado en 1952, que, tras 101 km, permite llegar al Volga cerca de Svetly Yar y luego, aguas abajo, alcanzar el mar Caspio, siendo una de las principales arterias fluviales del país.

#### Curso inferior
Dejada atrás la presa, en las proximidades de la ciudad de Volgodonsk (165 994 hab.) y Tsimliansk (14 731 hab.), el río sigue en dirección oeste, pasando por Konstantínovsk (17 207 hab.) y en Ust-Donecki recibe por la derecha al más importante de todos sus afluentes, al río Donets (1053 km). Ya en su tramo final, recibe, por la izquierda, al río Sal (776 km) y al río Manych, y, por la derecha, al río Aksái, en la localidad de Aksái (38 012 hab.). Llega luego a Rostov del Don, la principal ciudad de todo su curso (1 068 267 hab.).
Tras dejar atrás Rostov, el río Don, tras un recorrido de casi 2000 km, desemboca en la bahía de Taganrog en el mar de Azov formando un amplio delta de unos 540 km², muy cerca de la localidad homónima de Azov (82 090 hab.). En esta zona deltaica  el cauce del del Don se divide en numerosas ramas y canales (Гирло, 'girlo'), incluidos Mertvy Donets (Мёртвый Донец, lit. 'Donets Muerto') (36 km), Stary Don (Старый Дон, lit. 'Viejo Don') (38 km), Kalancha, Bolshaya Kuterma, Perevoloka y Egurcha.

El Don en su curso inferior
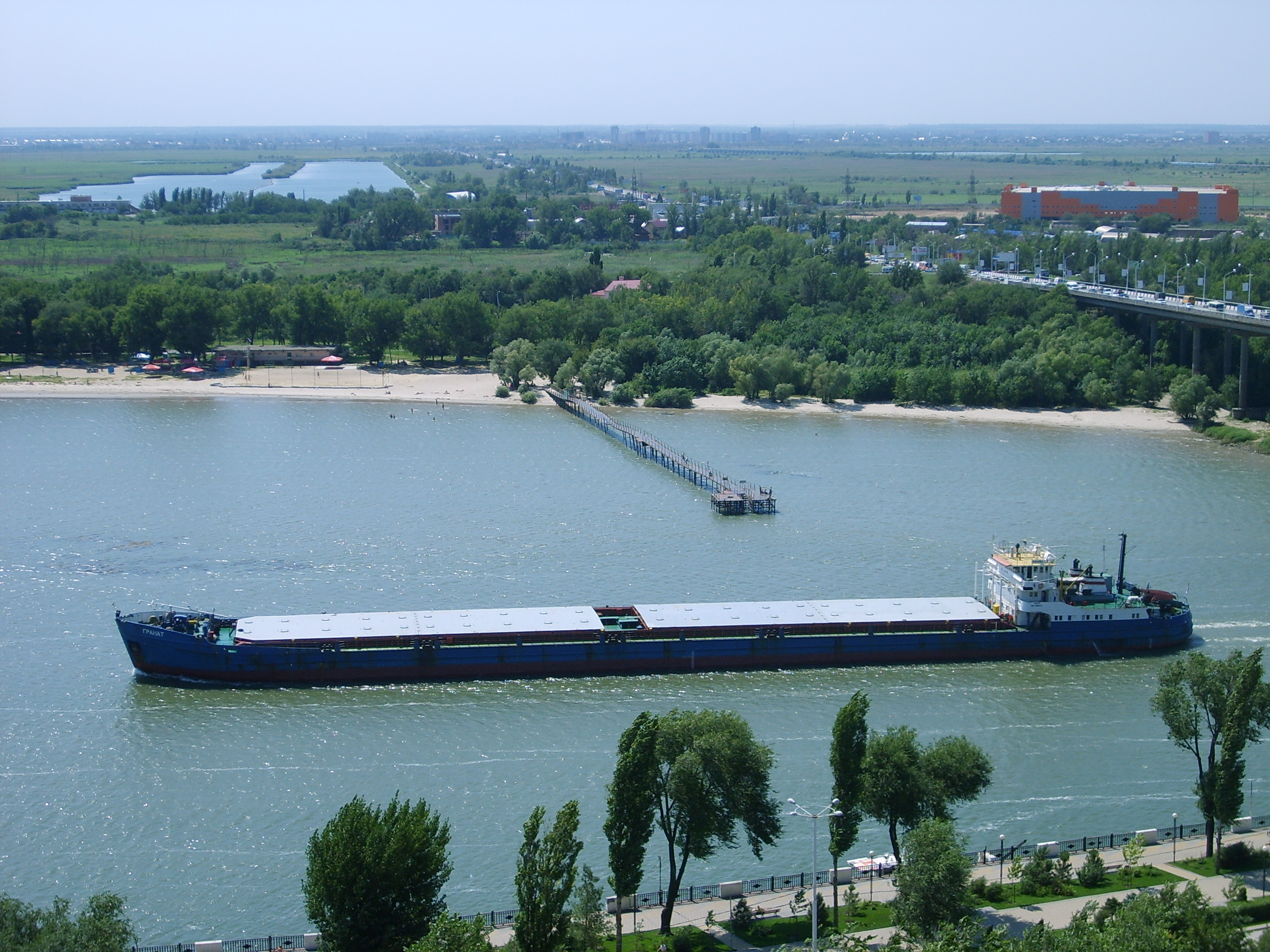
Orilla izquierda en Rostov del Don
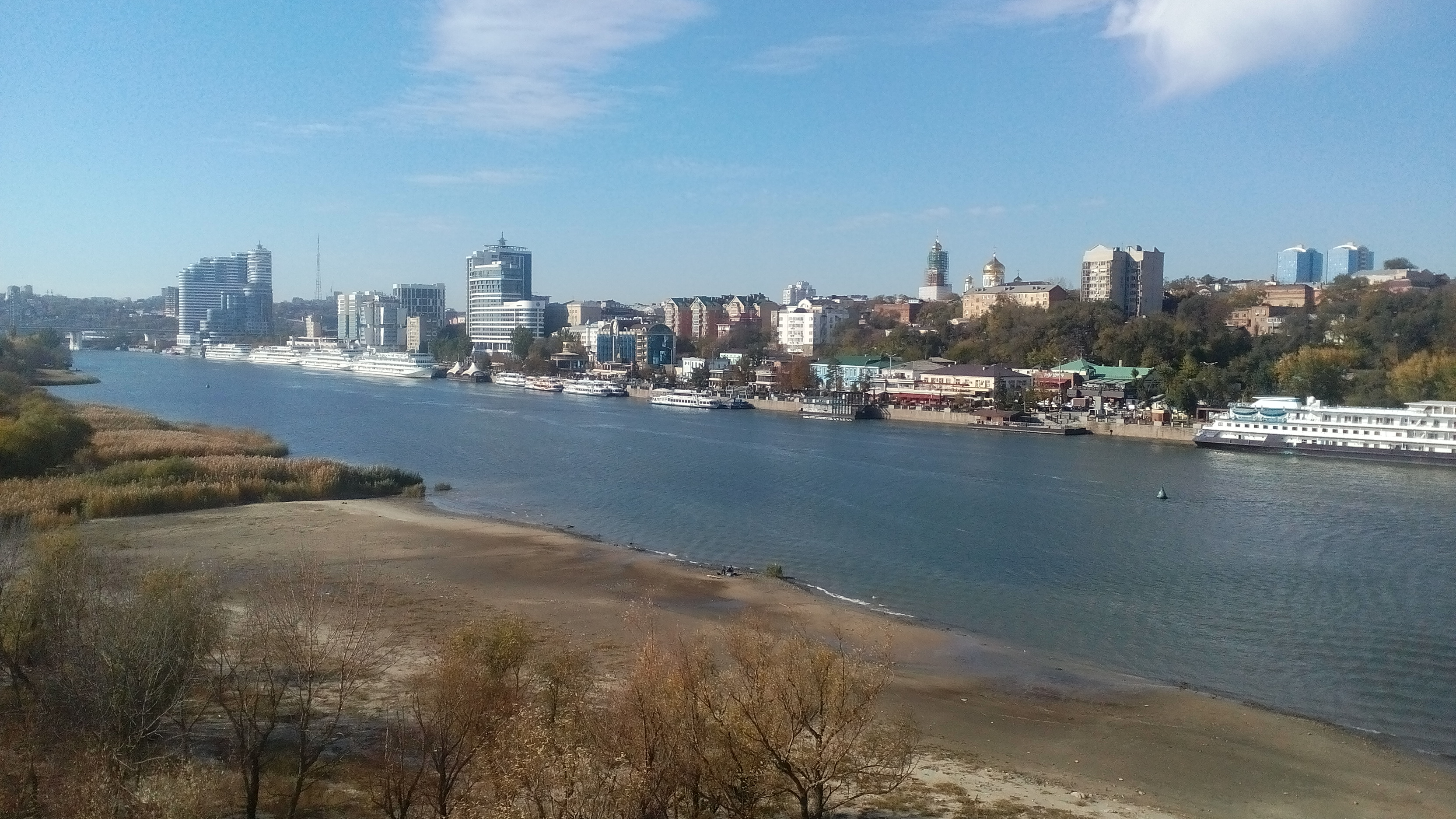
Rostov-on-Don: vista desde el puente Voroshilovsky hasta el terraplén del río Don
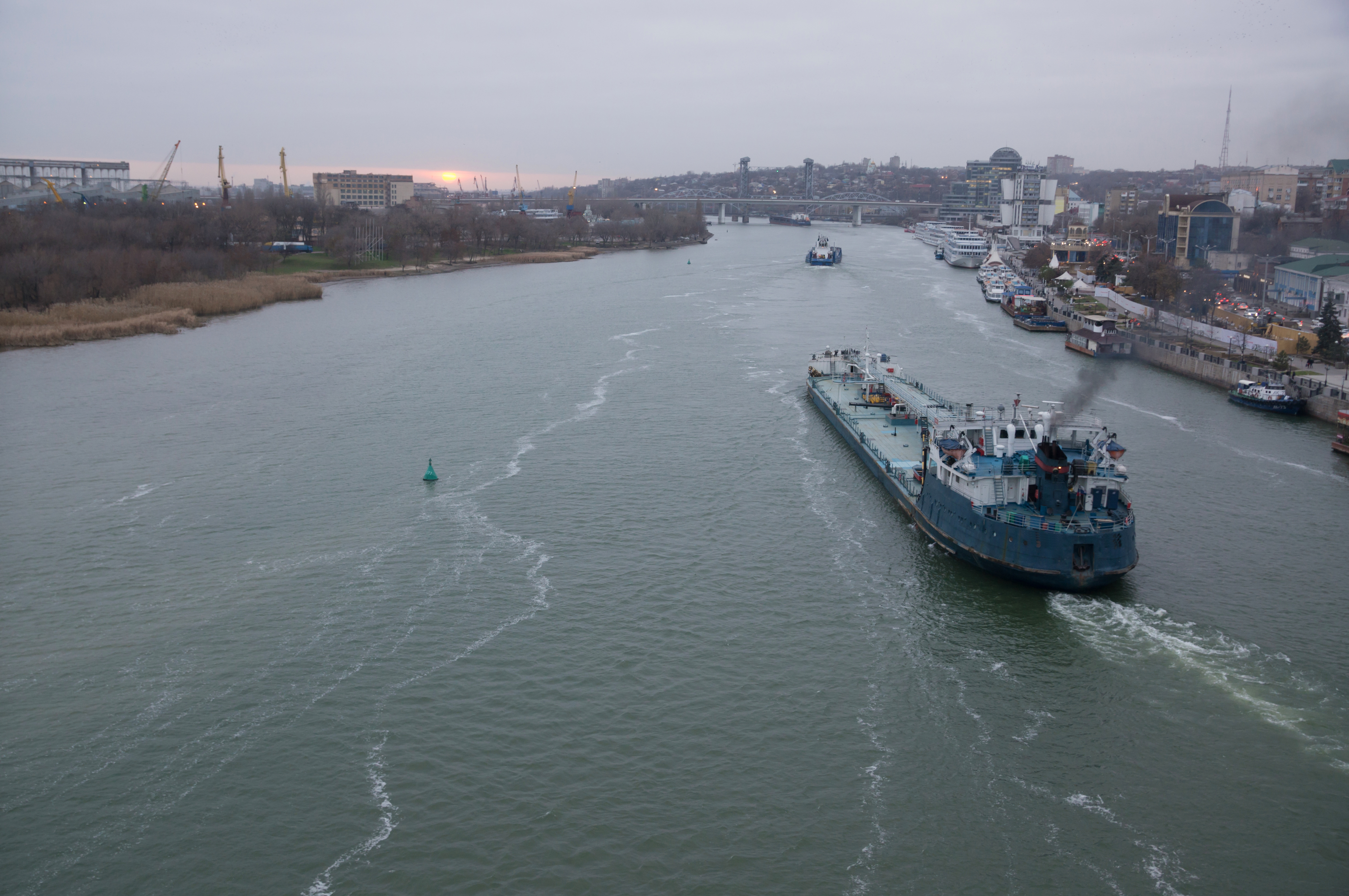
El Don en en Rostov del Don
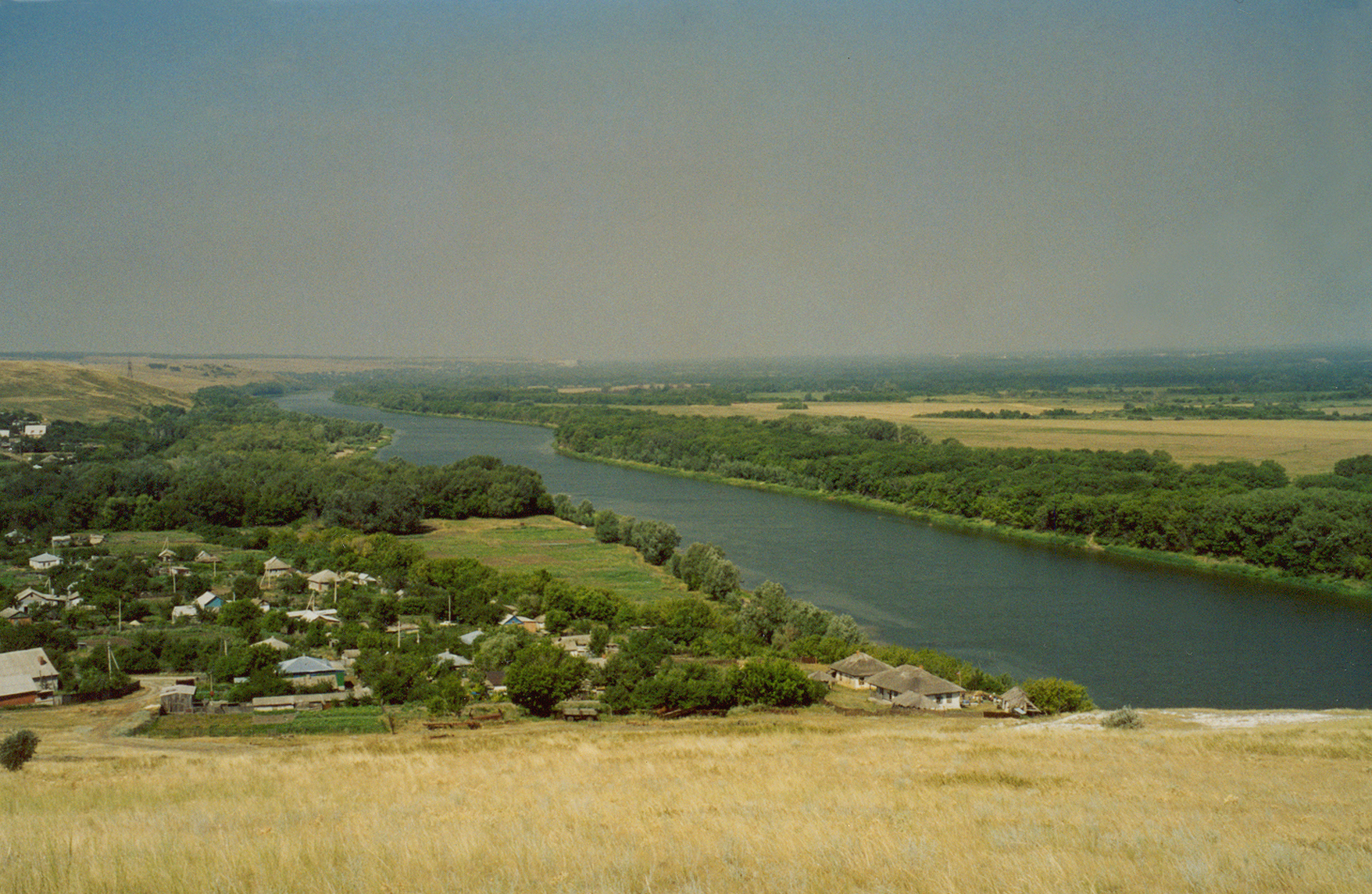
El río cerca de Kalininsky (Rostov)
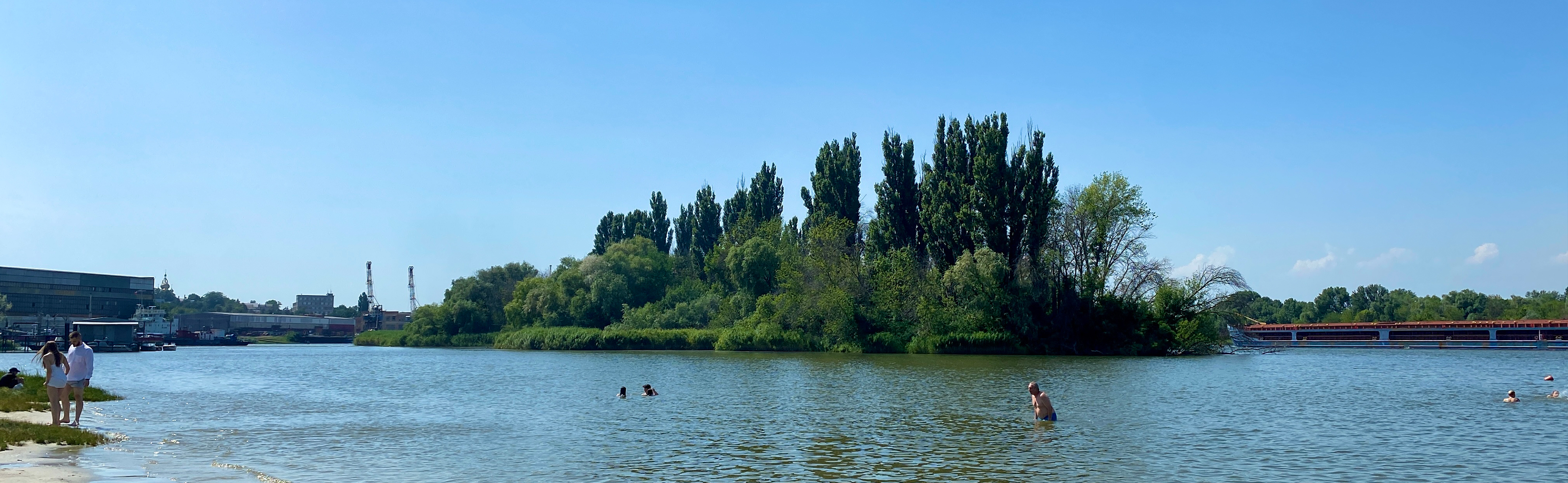
Alameda sobre el Don en la playa de la ciudad de Azov

### Localidades en el curso del Don
Cientos de asentamientos están ubicados a lo largo del río, incluyendo 18 ciudades:
- óblast de Tula: Novomoskovsk (19 697 hab. en 2021;[1]
- óblast de Lípetsk: Dankov (19 726 hab.), Lebedián (22 966 hab.) y Zadonsk (9887 hab.);
- óblast de Vorónezh: Semiluki, Vorónezh (1 057 681 hab., Novovoronezh, Liski (54 147 hab.) y Pávlovsk (22 384 hab.);
- óblast de Volgogrado: Serafimóvich (8633 hab.) y Kalach del Don (24 277 hab.);
- óblast de Rostov:  Volgodonsk (165 994 hab.), Tsimliansk (14 731 hab.), Konstantínovsk (17 207 hab.), Semikarakorsk, (38 012 hab.), Rostov del Don (1 068 267 hab.) y Azov (82 090 hab.).

### Afluentes del Don
El río Don recibe alrededor de 90 afluentes de más de 25 km de longitud, de los que los 18 que tienen más de 100 km de largo se enumeran a continuación, mostrando en qué kilómetro aguas arriba desaguan (los kilómetros se cuentan desde la desembocadura hasta la fuente), sus longitudes, el área de sus cuencas, si son afluentes por la izquierda (←) o la derecha (→) y donde desaguan:
- Curso superior:
  - ← km 1645: río Krasivanaya Mecha, de 244 km y 6000 km², cerca del pueblo de Bolshoe Popovo (ób. Lipetsk);
  - ← km 1608: río Sosna de 296 km y 17 400 km², cerca del pueblo de Zasosenka (ób. Lipetsk);
  - → km 1403: río Vorónezh de 342 km y 21 600 km², al sur de la ciudad de Vorónezh (ób. Vorónezh);
  - ← km 1317: río Potudan de 100 km y 2180 km², cerca del pueblo de Ivanovski (ób. Voronezh);
  - ← km 1299: río Tikhaya Sosna de 161 km y 4350 km², cerca del monasterio de Divnogorsk (ób. Vorónezh);
- Curso medio:
  - → km 1197: río Bityug de 379 km y 8840 km², cerca del pueblo de Stupino (ób. Vorónezh);
  - ← km 1105: río Chernaya Kalitva de 162 km y 5750 km², cerca del pueblo de Nova Kalitva (ób. Vorónezh);
  - ← km 1022: río Boguchar de 101 km y 3240 km², al este de la ciudad de Boguchar (ób. Vorónezh);
  - → km 983: río Tolucheevka de 142 km y 5050 km², 4 km al sur del pueblo de Zamoste (ób. Vorónezh);
  - → km 823: río Hopyor de 979 km y 61 100 km², cerca del pueblo de Bobrovsky (ób. Volgogrado);
  - → km 792: río Medveditsa de 745 km y 34 700 km², 5 km al oeste de la ciudad de Serafimovich (ób. Volgogrado);
  - → km 604: río Ilovlya de 358 km, 8 km al suroeste del pueblo de Ilovlya (ób. Volgogrado);
- Curso inferior:
  - ← km 456: río Chir de 317 km y 9570 km², en la parte noroeste del embalse de Tsimliansk, al sureste de la ciudad de Surovikino (ób. Volgogrado);
  - → km ?: río Esaulovsky Aksay de 179 km y 2590 km², en la parte este del embalse de Tsimliansk, cerca del pueblo de Pugachevskaya (ób. Volgogrado);
  - ← km 218: río Seversky Donets de 1053 km y 98 900 km², 4 km al sur de la ciudad de Ust Donetski (ób. Rostov);
  - → km 165: río Sal de 798 km y 21 300 km², cerca de la ciudad de Semikarakorsk (ób. Rostov);
  - → km 99: río Manich de 219 km y 35 400 km², cerca del pueblo de Manichkaya (ób. Rostov);
  - ← km ?: río Tuzlov de 182 km y 4680 km², en el ramal de Aksai, cerca de la ciudad de Novocherkask (ób. Rostov.

## Presas y canales
En su punto más oriental, el río Don pasa muy cerca del curso del río Volga, en las proximidades de Kalach del Don. En 1952 se inauguró el canal Volga-Don, que, tras 101 km, permite llegar al Volga cerca de Svetly Yar y luego, aguas abajo, alcanzar el mar Caspio, siendo una de las principales arterias fluviales. El nivel de agua del río Don en esta zona se alcanza gracias a la presa de Tsimlyansk, finalizada en ese mismo año, que forma el largo embalse del mismo nombre.
En los siguientes 130 km por debajo de la presa de Tsimlyansk, la profundidad de agua suficiente en el río Don se mantiene por una secuencia de tres presas y sistemas de esclusas: la clase de buques esclusa Nikoláyevsky (Николаевский гидроузел), la clase esclusa Konstantínovsky (Константиновский гидроузел) y la más conocida de las tres, la clase esclusa Kóchetovsky (Кочетовский гидроузел). La esclusa Kóchetovsky, construida en 1914–1919, se duplicó en 2004–2008, y está ubicada 7,5 km por debajo de la confluencia del río Séverski Donéts en el Don, y 131 km aguas arriba de Rostov, esta la esclusa Kóchetovsky. Esta instalación mantiene el nivel de agua suficiente, tanto en su sección del Don, como en el tramo inferior del Séverski Donéts. Esta es la última esclusa en el Don; aguas abajo de Kóchetovsky, la profundidad necesaria para la navegación fluvial se mantiene mediante dragado.
El río Don es navegable en casi todo su curso.

## Hidrología

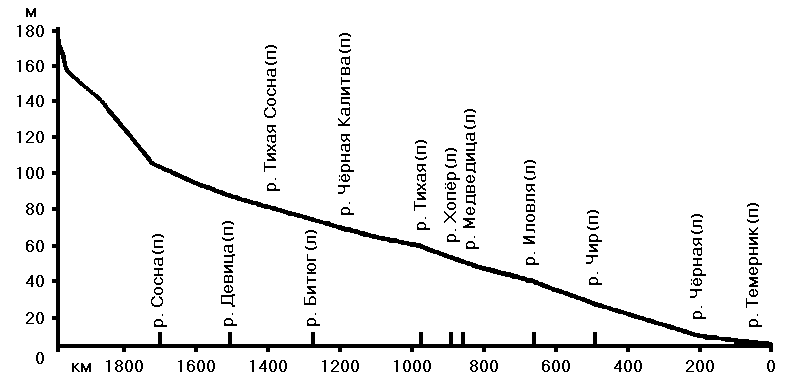
Figura 1. Perfil longitudinal esquemático del río. Don

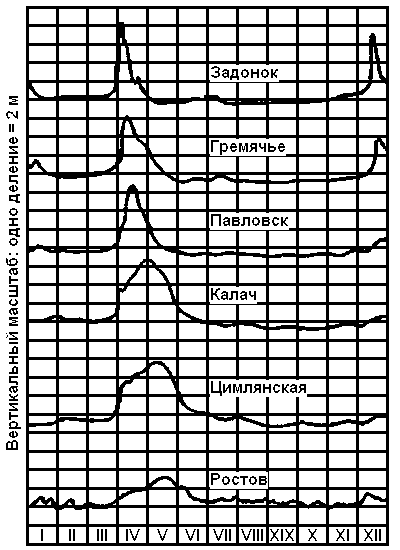
Figura 2. Gráficos de fluctuaciones en el nivel del agua del río. Don (1907)

La cuenca del Don está completamente ubicada dentro de las zonas de bosque-estepa y estepa, lo que explica el contenido de agua relativamente bajo con una gran área de captación. El caudal medio anual de agua es de 900 m³/s, el módulo de escorrentía es de unos 2 l/s·km². El contenido relativo de agua del Don es 5-6 veces menor que el de los ríos de la parte septentrional de la Rusia europea (Dviná Septentrional, Pechora).
El régimen hídrico del Don también es típico de los ríos de las zonas de estepa y bosque-estepa. La proporción del suministro de nieve es alta (hasta un 70 %) con un suelo y un suministro de lluvia relativamente débiles. El Don se caracteriza por altas inundaciones primaverales y poca agua baja en el resto del año (fig. 2). Desde el final de la crecida de primavera hasta el comienzo de una nueva subida de primavera, el nivel y el flujo de agua descienden gradualmente. La crecida de otoño se expresa débilmente, las aguas altas de verano son extremadamente raras.
La amplitud de las fluctuaciones en el nivel del agua en el río es significativa en toda su longitud y alcanza los 8-13 m El Don se extiende ampliamente sobre la llanura aluvial, especialmente en los tramos más bajos. Las aguas altas a menudo ocurre en forma de dos olas. La primera surge debido al flujo de agua derretida hacia el canal desde la parte inferior de la cuenca (localmente, agua fría o cosaca), y la segundo está formada por agua proveniente del Don superior (agua tibia). A veces, cuando se retrasa el deshielo en la parte baja de la cuenca, ambas olas se fusionan y la crecida se hace más alta, pero más corta.
El Don se congela a finales de noviembre - principios de diciembre. La congelación dura desde 140 días en los tramos superiores y hasta 30-90 días en los tramos inferiores; en la parte baja nunca está congelado. El río se abre en los tramos inferiores a finales de marzo, y desde aquí la abertura se extiende rápidamente a los tramos superiores.
| Caudal medio mensual del Don en la estación hidrológica de Razdorskaya (1891–1984) (Datos calculados en 93 años, en m³/s, para una cuenca vertiente de 378 000 km²) |
| |

## Uso
El Don es navegable durante 1590 km desde la desembocadura hasta Vorónezh, aunque la navegación regular opera solamente hasta la ciudad de Liski (1355 km).
En el área de Kalach del Don, la  curva de Don se acerca al Volga a la distancia más cercana posible: unos 70 kilómetros. Desde el primer I milenio d. C., apareció aquí el portage de Volgodonsk, que existió hasta 1952, cuando el canal Volga-Don comenzó a realizar enlaces de transporte entre los ríos.
En el área de la pequeña localidad de Tsimliansk, se construyó una represa con una longitud de 12,8 km, elevando el nivel del agua en el río en 27 m y formando el embalse de Tsimliansk, que se extiende desde Golubinskaya hasta Volgodonsk, con una capacidad total de 21,5 km³ (capacidad útil - 12,6 km³) y una superficie de 2600 km². La represa también alberga una central hidroeléctrica. Las aguas del embalse de Tsimlyansk se utilizan para la irrigación y el riego de la estepa del Sal y otros espacios esteparios de los actuales óblasts de Rostov y Volgogrado.
Durante unos 130 km aguas abajo de la central hidroeléctrica de Tsimlyanskaya, la profundidad del río, necesaria para la navegación, se mantiene gracias a tres complejos hidroeléctricos con presas y esclusas: Nikolaevsky, Konstantinovsky y Kochetovsky. El más antiguo y famoso de ellos, el complejo hidroeléctrico Kochetovsky, está ubicado 7,5 km aguas abajo de la confluencia del río Seversky Donets en el Don (es decir, 131 km aguas arriba de la ciudad de Rostov-on-Don). Fue construido en 1914-1919 y reconstruido en 2004-2008. Durante la reconstrucción, se agregó un segundo hilo de la compuerta.
No hay más represas debajo del complejo hidroeléctrico Kochetovsky, y la profundidad navegable se mantiene mediante un dragado sistemático.

## Flora y fauna

### Peces

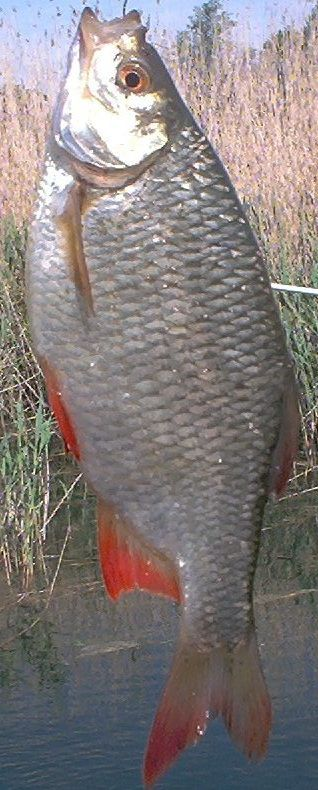
rudd

Hay 67 especies de peces en el Don. Al mismo tiempo, la contaminación del río y una fuerte carga recreativa han provocado una importante disminución de las poblaciones de peces del río. Los más comunes son las especies de peces pequeños: perca, rutilo, rudd, carpas, áspid, y entre las especies medianas y grandes (brema, lucioperca, siluros, lucio), los ejemplares grandes son cada vez menos comunes.

### Anfibios y reptiles
En las orillas del río, en los pantanos de la planicie de inundación, se puede encontrar la rana de agua, la rana vientre de fuego, el tritón común y el crestado, la culebra de collar y la teselada, así como la tortuga de pantano. Una de las especies animales más comunes que viven cerca del Don es, sin duda, el sapo verde. Estos anfibios anidan no solo a lo largo de las orillas, sino que a menudo se extienden profundamente en el territorio de los prados sin arar en la cuenca del río.

### Mamíferos
La actividad humana, principalmente el arado de las estepas, ha provocado la desaparición de animales que antes eran comunes en la cuenca del Don: caballos salvajes, antílopes esteparios, marmotas y muchos otros. Allá por los años sesenta y setenta, algunos afluentes del Don, principalmente cerca del río Oskol, tenían marmotas bobak, corzos, jabalíes, y en algunos meandros se podía encontrar rata almizclera. Actualmente, entre los mamíferos de la cuenca del río, se pueden encontrar los siguientes roedores: castor de río, gran jerbo, ardilla de tierra y ratones, representantes del orden de las nutrias de río depredadoras, visones, comadrejas, turones esteparios y forestales. Los murciélagos todavía viven en la cuenca del río.

### Aves

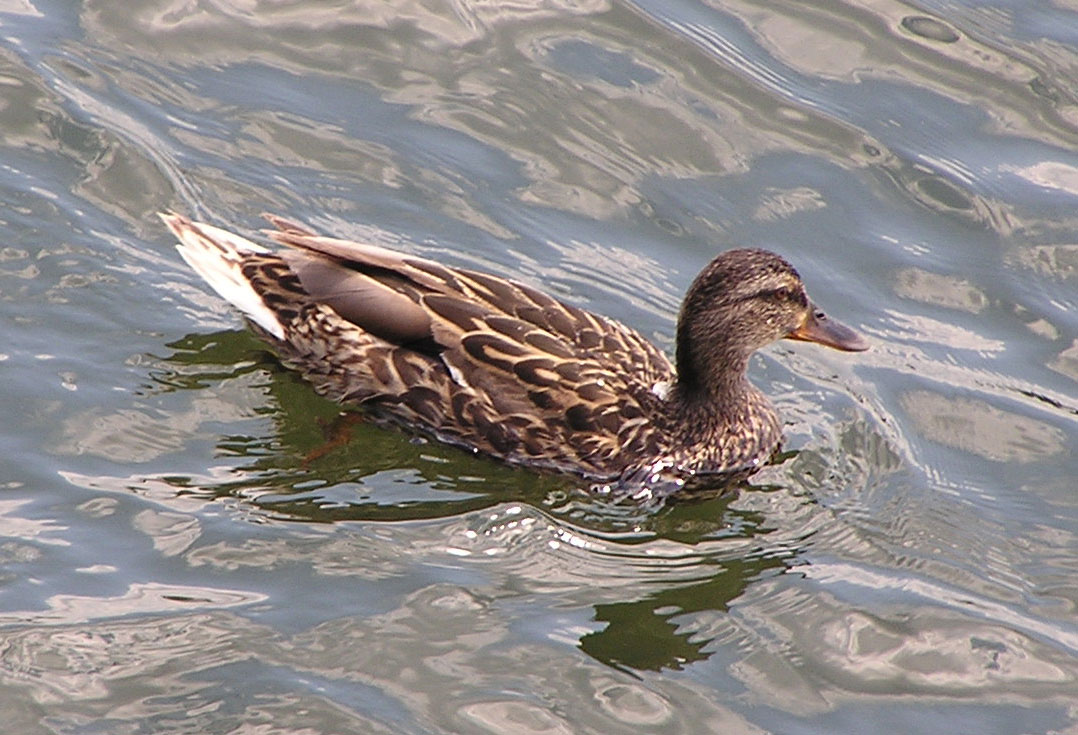
Pato

Durante los últimos 100 a 150 años, la cantidad de especies de aves que viven en la cuenca del Don ha disminuido drásticamente. Especies anteriormente extendidas como águilas esteparias, glareólidos, avefrías sociable, sisones, calandrias negras, calandrias aliblancas  han desaparecido. Gansos, cisnes, águilas reales, águilas de cola blanca, halcones peregrinos, abejeros europeos, águilas pescadoras dejaron de anidar cerca del río. La creación de cinturones de bosques artificiales en los años sesenta, incluso a lo largo de las orillas del Don, atrajo a varias aves insectívoras a la cuenca del río, que antes no se habían encontrado aquí: palomas, urracas y alcaudones dorsirrojos. Entre las aves que han sobrevivido hasta ahora se encuentran varias especies de patos y playeros, así como cuervos, somormujos, carriceros tordales y las ya raras garzas, cigüeñas, grullas damisela. Durante la temporada migratoria, también se pueden observar algunos tipos de aves migratorias: ganso gris, barnacla y otros.

### Vegetación
Hay evidencia de que incluso Pedro I de Rusia usó los bosques de las orillas del Don para construir barcos que participaron en las guerras ruso-turcas. La mayoría de los prados a lo largo de las orillas del río, en los que crecían cientos de especies de diversas hierbas silvestres, fueron arados en el siglo XX. Cerca de los pantanos de las llanuras aluviales si se han conservado una gran cantidad de especies de plantas silvestres, y en ellos se pueden encontrar sauces, abedules pubescentes, alisos y arraclanes. Las cañas, la cola de caballo de los pantanos, la juncia, el musgo de carreras de la salicaria, el cinquefoil de los pantanos y otros tipos de pastos son comunes a lo largo del río.

## Galería

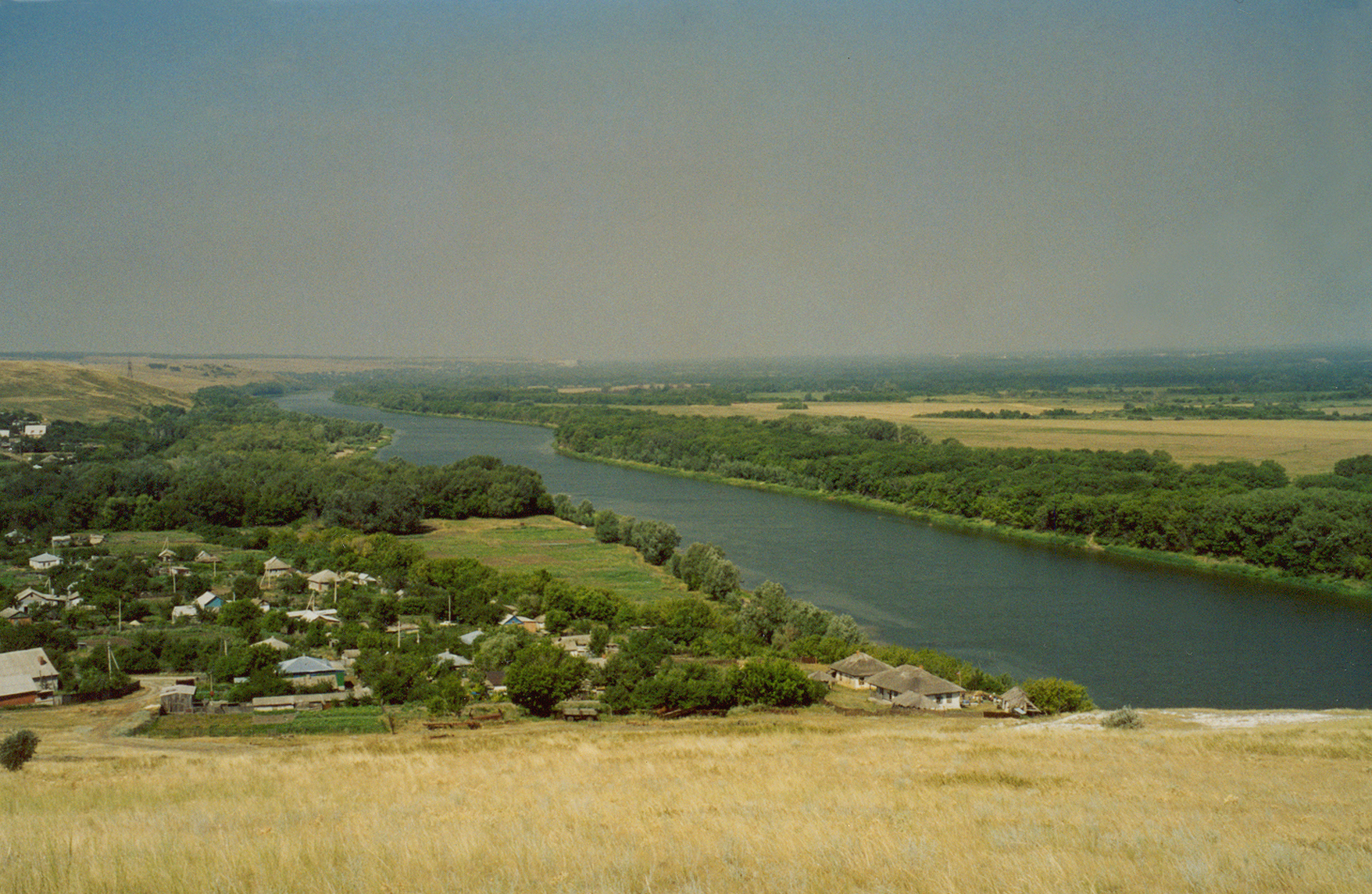
El río Don en Kalininsky (Rostov).
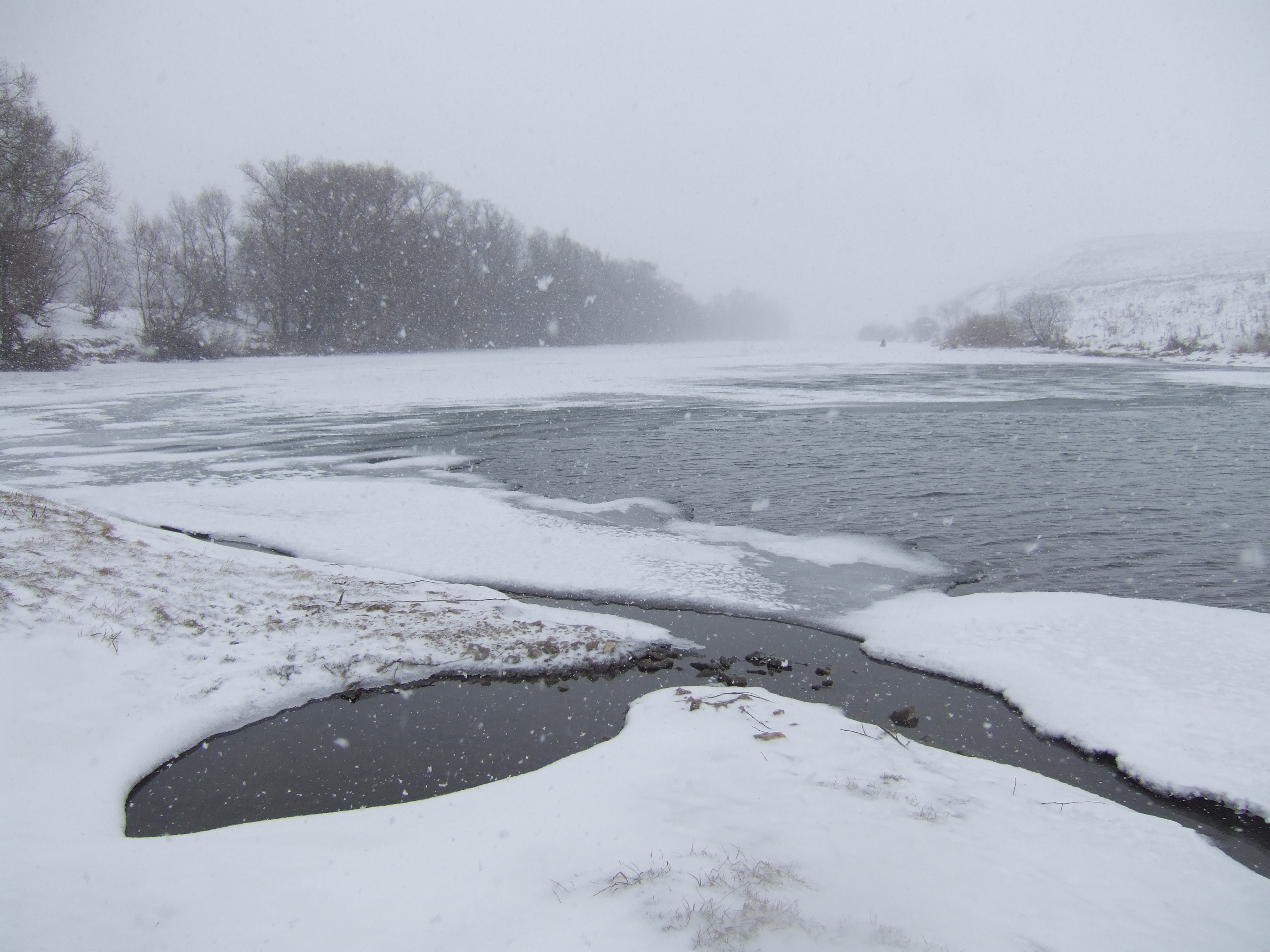
El río Don en Polibino (Lípetsk).
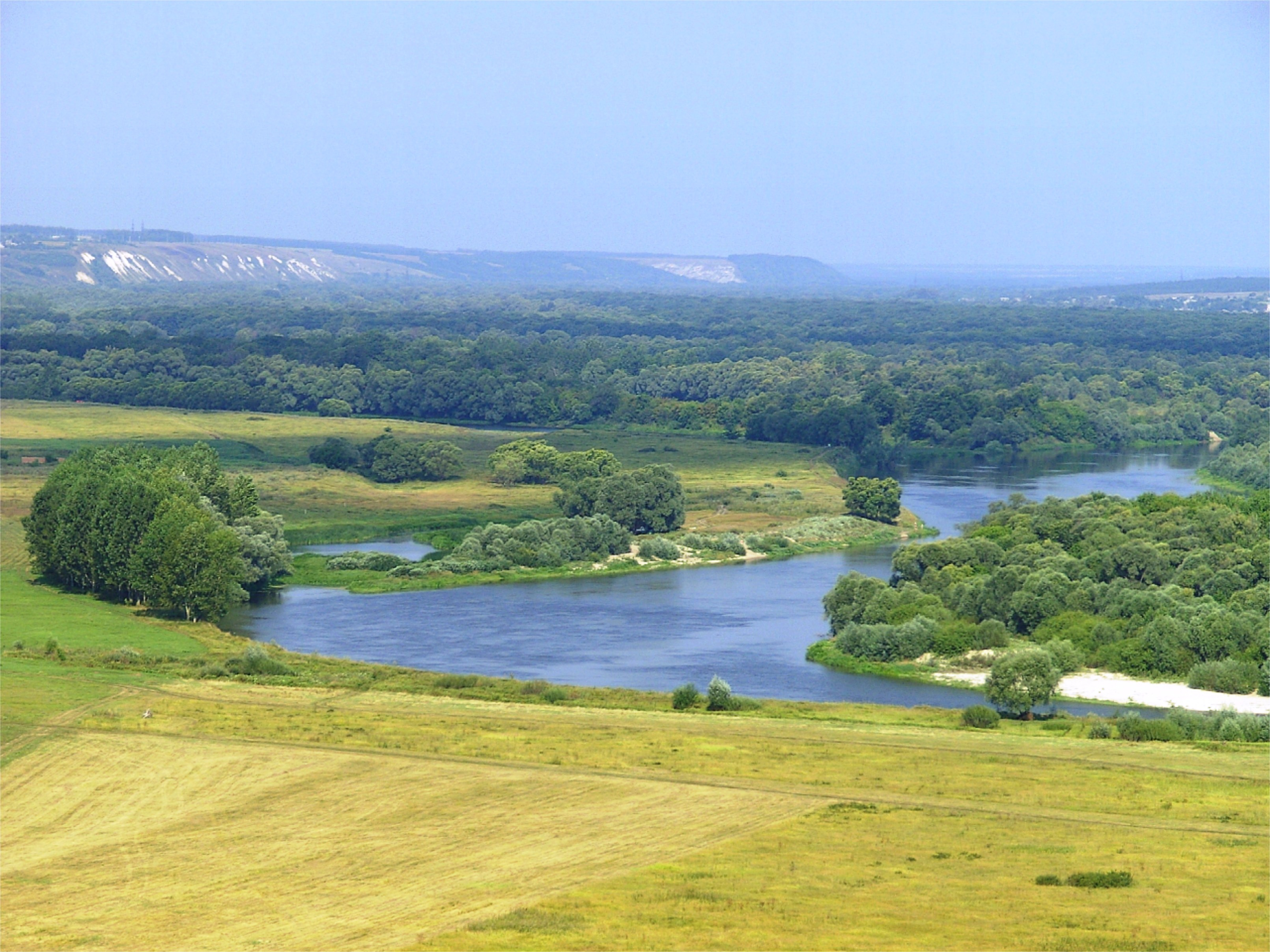
El río Don en el óblast de Vorónezh.
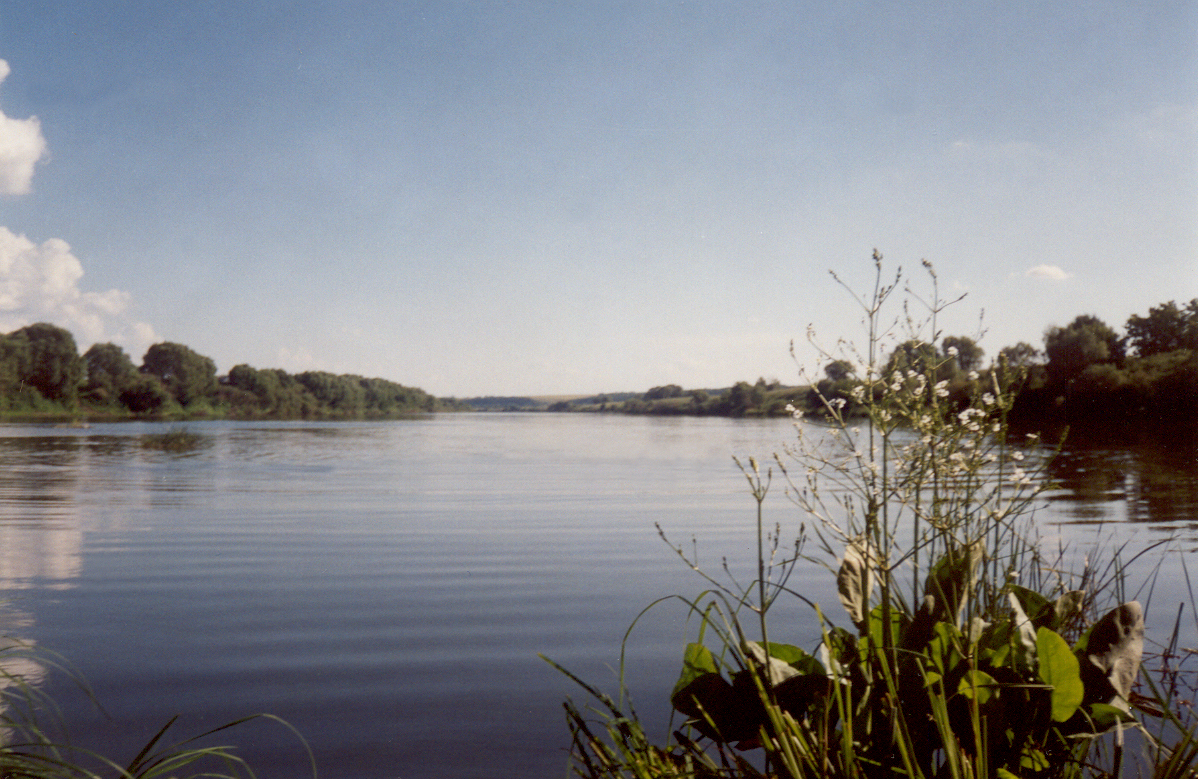
El río Don cerca de Yeléts (Lípetsk).
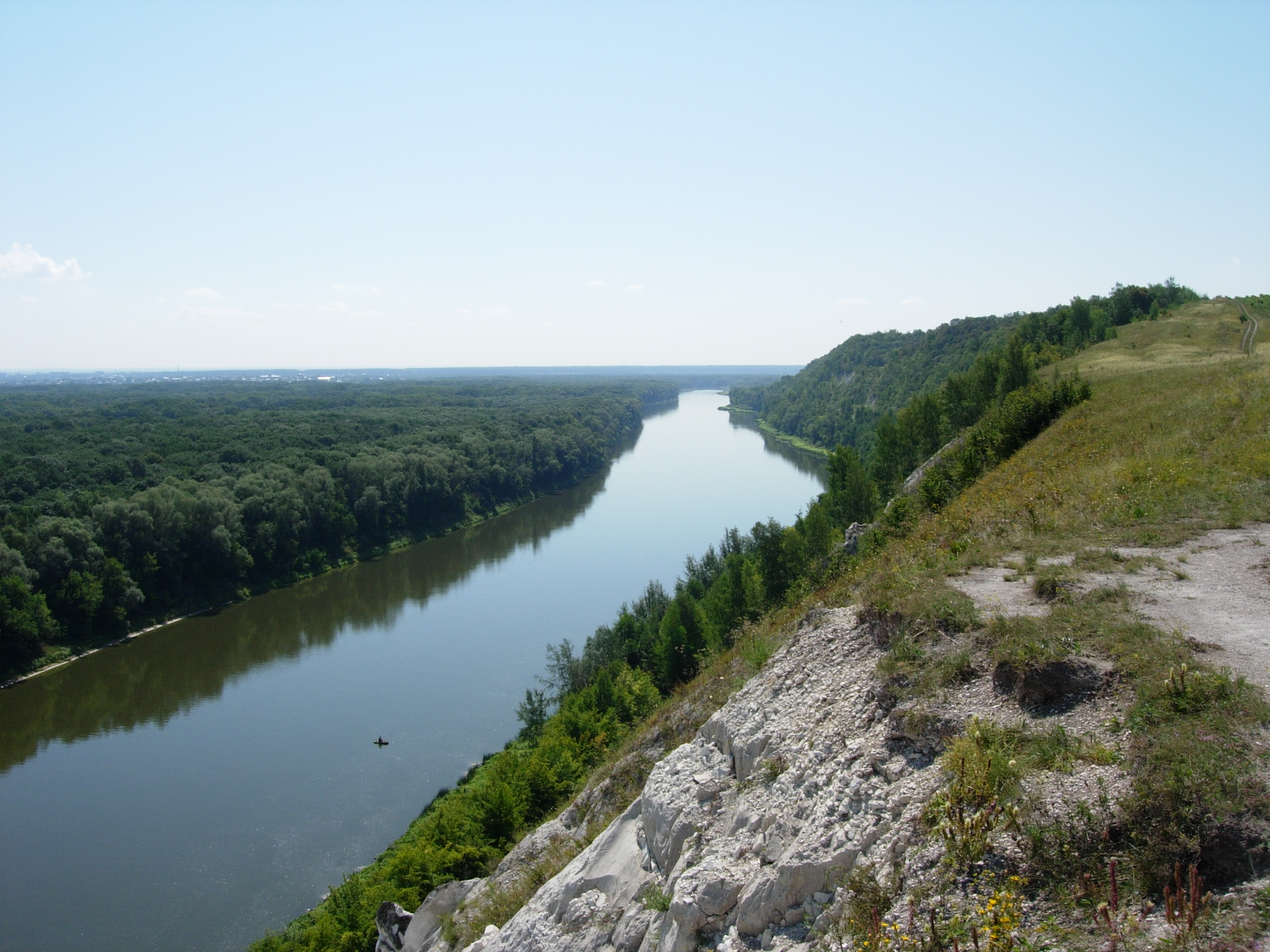
El río Don en el óblast de Vorónezh.
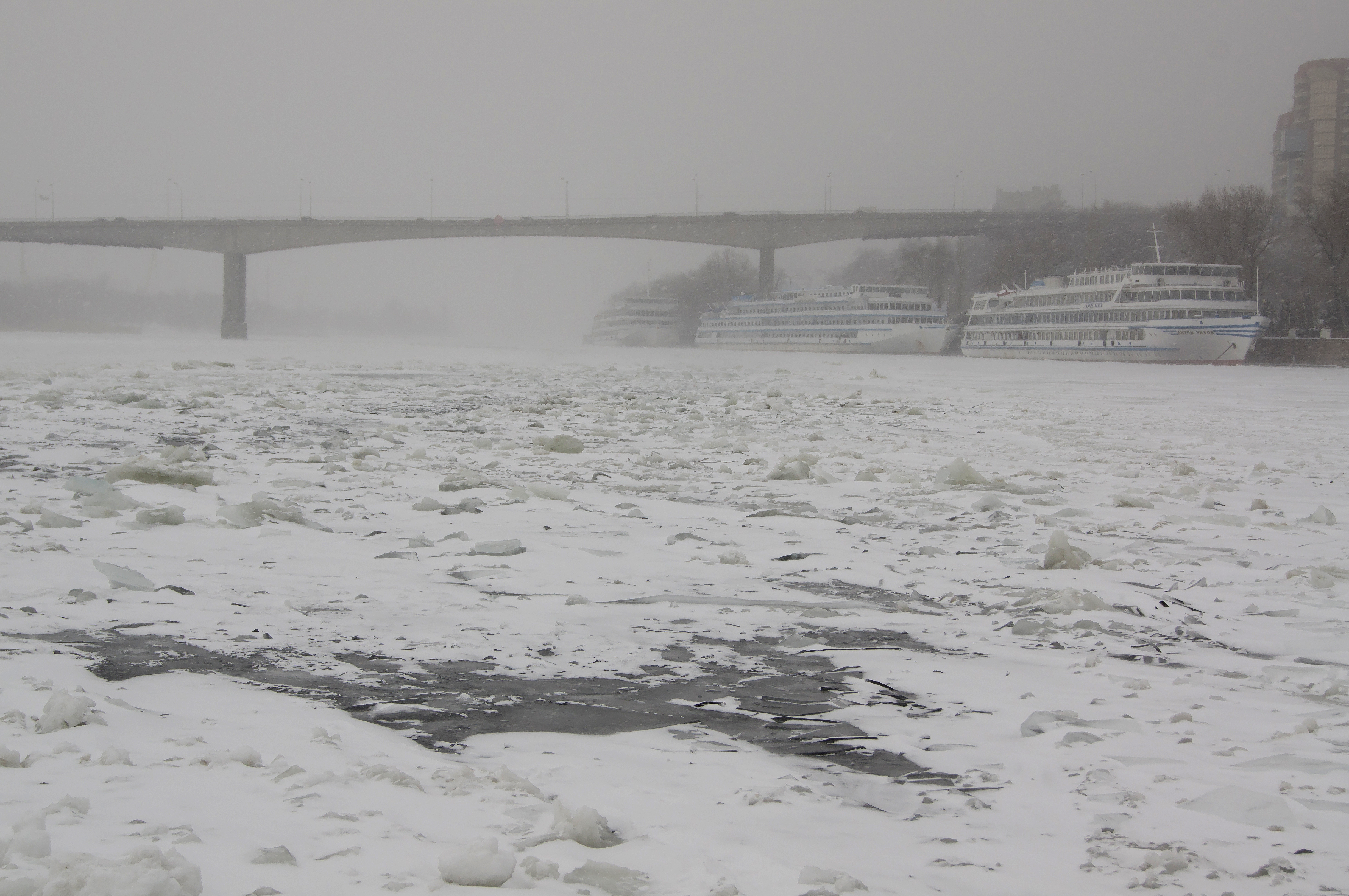
El río Don en Rostov del Don.

## Sistema fluvial del río Don
El río Don tiene numerosos afluentes, siendo los más importantes, siguiendo el río aguas abajo, los que recoge la tabla siguiente.
| º     |       |                                |                                |                                |                                |                 |                                       |                     |                              |               |              |               |                                                                                 |                |
| ----- | ----- | ------------------------------ | ------------------------------ | ------------------------------ | ------------------------------ | --------------- | ------------------------------------- | ------------------- | ---------------------------- | ------------- | ------------ | ------------- | ------------------------------------------------------------------------------- | -------------- |
| Ramal | Ramal | Nombre afluente                | Nombre afluente                | Nombre afluente                | Nombre afluente                | Nombre en ruso  | Desembocadura                         | Distancia a la boca | Lugar desembocadura          | Longitud (km) | Cuenca (km²) | Caudal (m³/s) | Sujetos federales que atraviesa                                                 | Tramo          |
| —     | D     | Río Nepravda                   | Río Nepravda                   | Río Nepravda                   | Río Nepravda                   | Непрядва        | Río Don                               | 1809                |                              | 67            | 799          |               | Óblast de Tula                                                                  | Curso Superior |
| —     | D     | Río Krasivaya Mecha            | Río Krasivaya Mecha            | Río Krasivaya Mecha            | Río Krasivaya Mecha            | Красивая Меча   | Río Don                               | 1645                | Aguas abajo de Lebedián      | 244           | 6000         | 30,2          | Óblast de Lípetsk · Óblast de Tula                                              | Curso Superior |
| —     | D     | Río Sosná                      | Río Sosná                      | Río Sosná                      | Río Sosná                      | Сосна           | Río Don                               | 1608                |                              | 296           | 17 400       |               | Óblast de Lípetsk · Óblast de Oriol                                             | Curso Superior |
| ?     | ?     | Río Veduga                     | Río Veduga                     | Río Veduga                     | Río Veduga                     | Ведуга          | Río Don                               | 1439                |                              | 94            | 1570         |               | ?                                                                               | Curso Superior |
| I     | —     | Río Vorónezh                   | Río Vorónezh                   | Río Vorónezh                   | Río Vorónezh                   | Воронеж         | Río Don                               | 1403                |                              | 342           | 21 600       |               | Óblast de Bélgorod · Óblast de Vorónezh                                         | Curso Superior |
| —     | —     |                                | Río Lesnoj Vorónezh            | Río Lesnoj Vorónezh            | Río Lesnoj Vorónezh            |                 | Río Vorónezh                          | -                   | -                            |               |              |               |                                                                                 | Curso Superior |
| —     | —     |                                | Río Pol'noj Vorónezh           | Río Pol'noj Vorónezh           | Río Pol'noj Vorónezh           |                 | Río Vorónezh                          | -                   | -                            | 178           |              |               |                                                                                 | Curso Superior |
| —     | —     |                                | Río Stanovaja                  | Río Stanovaja                  | Río Stanovaja                  |                 | Río Vorónezh                          | -                   | -                            |               |              |               |                                                                                 | Curso Superior |
| —     | —     | —                              | Río Matyra                     | Río Matyra                     | Río Matyra                     |                 | Río Vorónezh                          | -                   | -                            | 180           | 5180         | 11,7          | Óblast de Lípetsk · Óblast de Tambov                                            | Curso Superior |
| —     | —     | —                              | Río Usman                      | Río Usman                      | Río Usman                      |                 | Río Vorónezh                          | -                   | -                            | 151           | 2840         |               |                                                                                 | Curso Superior |
| —     | D     | Río Potudan                    | Río Potudan                    | Río Potudan                    | Río Potudan                    | Потудань        | Río Don                               | 1317                |                              | 100           | 2180         |               | Óblast de Bélgorod · Óblast de Vorónezh                                         | Curso Superior |
| —     | D     | Río Tichaja Sosna              | Río Tichaja Sosna              | Río Tichaja Sosna              | Río Tichaja Sosna              | Тихая Сосна     | Río Don                               | 1299                |                              | 161           | 4350         | 5,9           | Óblast de Bélgorod · Óblast de Vorónezh                                         | Curso Superior |
| I     | —     | Río Ikorec                     | Río Ikorec                     | Río Ikorec                     | Río Ikorec                     | Икорец          | Río Don                               | 1262                |                              | 97            | 1630         | 1,5           | Óblast de Vorónezh                                                              | Curso Superior |
| I     | —     | Río Bitiug                     | Río Bitiug                     | Río Bitiug                     | Río Bitiug                     | Битюг           | Río Don                               | 1197                |                              | 379           | 8840         | 18,2          | Óblast de Lípetsk · Óblast de Tambov · Óblast de Vorónezh                       | Curso Superior |
| I     | —     | Río Osered                     | Río Osered                     | Río Osered                     | Río Osered                     | Осередь         | Río Don                               | 1161                |                              | 89            | 2420         | 1,2           | Óblast de Vorónezh                                                              | Curso Superior |
| —     | D     | Río Chernaja Kalitva           | Río Chernaja Kalitva           | Río Chernaja Kalitva           | Río Chernaja Kalitva           | Черная Калитва  | Río Don                               | 1105                |                              | 162           | 5750         | 124           | Óblast de Bélgorod · Óblast de Vorónezh                                         | Curso Medio    |
| I     | —     | Río Boguchar                   | Río Boguchar                   | Río Boguchar                   | Río Boguchar                   | Богучарка       | Río Don                               | 1022                |                              | 101           | 3240         |               | Óblast de Vorónezh                                                              | Curso Medio    |
| ?     | ?     | Río Podgornaya                 | Río Podgornaya                 | Río Podgornaya                 | Río Podgornaya                 | Подгорная       | Río Don                               | 983                 |                              | 138           | 5050         |               | ?                                                                               | Curso Medio    |
| I     | —     | Río Peskovatka                 | Río Peskovatka                 | Río Peskovatka                 | Río Peskovatka                 | Песковатка      | Río Don                               | 926                 |                              | 80            | 1560         |               |                                                                                 | Curso Medio    |
| —     | D     | Río Tolucheevka                | Río Tolucheevka                | Río Tolucheevka                | Río Tolucheevka                |                 | Río Don                               | 983                 | Sur del pueblo de Zamoste    | 142           | 5050         |               |                                                                                 | Curso Medio    |
| I     | —     | Río Khoper                     | Río Khoper                     | Río Khoper                     | Río Khoper                     |                 | Río Don                               | 893                 |                              | 980           | 61 100       | 150           | Óblast de Penza · Óblast de Sarátov · Óblast de Volgogrado · Óblast de Vorónezh | Curso Medio    |
| —     | —     |                                | Río Vorona                     | Río Vorona                     | Río Vorona                     |                 | Río Khoper                            | -                   | -                            | 454           | 13 200       | 41,5          | Óblast de Penza · Óblast de Tambov · Óblast de Vorónezh                         | Curso Medio    |
| —     | —     |                                | Río Buzuluk                    | Río Buzuluk                    | Río Buzuluk                    |                 | Río Khoper                            | -                   | -                            | 314           | 9510         | 36            | Óblast de Volgogrado                                                            | Curso Medio    |
| —     | —     |                                | Río Savala                     | Río Savala                     | Río Savala                     |                 | Río Khoper                            | -                   | -                            | 285           | 7720         |               | Óblast de Tambov · Óblast de Vorónezh                                           | Curso Medio    |
| I     | —     | Río Medveditja                 | Río Medveditja                 | Río Medveditja                 | Río Medveditja                 | Медведица       | Río Don                               | 792                 | Aguas arriba de Serafimóvich | 745           | 34 700       |               | Óblast de Sarátov · Óblast de Volgogrado                                        | Curso Medio    |
| —     | —     |                                | Río Balanda                    | Río Balanda                    | Río Balanda                    |                 | Río Medveditja                        | -                   | -                            | 164           | 1900         |               |                                                                                 | Curso Medio    |
| —     | —     |                                | Río Archeda                    | Río Archeda                    | Río Archeda                    |                 | Río Medveditja                        | -                   | -                            | 167           |              |               |                                                                                 | Curso Medio    |
| I     | —     | Río Ilovlya                    | Río Ilovlya                    | Río Ilovlya                    | Río Ilovlya                    | Иловля          | Río Don                               | 604                 |                              | 358           | 9250         | 9,6           | Óblast de Sarátov · Óblast de Volgogrado                                        | Curso Medio    |
| —     | D     | Río Donskaja Carica            | Río Donskaja Carica            | Río Donskaja Carica            | Río Donskaja Carica            |                 | Río Don                               | km                  |                              |               |              |               |                                                                                 | Curso Inferior |
| I     | —     | Río Liska                      | Río Liska                      | Río Liska                      | Río Liska                      |                 | Río Don                               | km                  |                              |               |              |               |                                                                                 | Curso Inferior |
| —     | D     | Río Chir                       | Río Chir                       | Río Chir                       | Río Chir                       | Чир             | Río Don                               | 317                 |                              | 317           | 9580         | 12            | Óblast de Rostov · Óblast de Volgogrado                                         | Curso Inferior |
| —     | D     | Río Tsimla                     | Río Tsimla                     | Río Tsimla                     | Río Tsimla                     | Цимла           | Río Don (en el embalse de Tsimliansk) | 317                 |                              | 186           | 1650         | 0,35          |                                                                                 | Curso Inferior |
| —     | D     | Río Esaulovskij Aksay          | Río Esaulovskij Aksay          | Río Esaulovskij Aksay          | Río Esaulovskij Aksay          |                 | Río Don                               | km                  |                              |               |              |               |                                                                                 | Curso Inferior |
| —     | D     | Río Kurmoyarsky Aksay          | Río Kurmoyarsky Aksay          | Río Kurmoyarsky Aksay          | Río Kurmoyarsky Aksay          |                 | Río Don                               | km                  |                              |               |              |               |                                                                                 | Curso Inferior |
| —     | D     | Río Donets (o Seversky Donets) | Río Donets (o Seversky Donets) | Río Donets (o Seversky Donets) | Río Donets (o Seversky Donets) | Северский Донец | Río Don                               | 218                 | Ust-Donetsk                  | 1053          | 98 900       | 200           | Óblast de Bélgorod · Óblast de Rostov · Ucrania                                 | Curso Inferior |
| —     | —     |                                | Río Oskol                      | Río Oskol                      | Río Oskol                      |                 | Río Donets                            | -                   | -                            | 436           | 14 680       |               | Óblast de Bélgorod · Óblast de Kursk                                            | Curso Inferior |
| —     | —     |                                | Río Korocha                    | Río Korocha                    | Río Korocha                    |                 | Río Donets                            | -                   | -                            |               |              |               |                                                                                 | Curso Inferior |
| —     | —     |                                | Río Vovchia                    | Río Vovchia                    | Río Vovchia                    |                 | Río Donets                            | -                   | -                            | 92            |              |               |                                                                                 | Curso Inferior |
| —     | —     |                                | Río Aïdar                      | Río Aïdar                      | Río Aïdar                      |                 | Río Donets                            | -                   | -                            | 264           | 7240         |               |                                                                                 | Curso Inferior |
| —     | —     |                                | Río Udy                        | Río Udy                        | Río Udy                        |                 | Río Donets                            | -                   | -                            | 164           |              |               |                                                                                 | Curso Inferior |
| —     | —     |                                | Río Derkul                     | Río Derkul                     | Río Derkul                     |                 | Río Donets                            | -                   | -                            |               |              |               |                                                                                 | Curso Inferior |
| —     | —     |                                | Río Kalytva                    | Río Kalytva                    | Río Kalytva                    |                 | Río Donets                            | -                   | -                            |               |              |               |                                                                                 | Curso Inferior |
| —     | D     | Río Kumshak                    | Río Kumshak                    | Río Kumshak                    | Río Kumshak                    | Кумшак          | Río Don                               | 327                 |                              | 121           | 759          |               | Óblast de Rostov                                                                | Curso Inferior |
| —     | D     | Río Kagalnik                   | Río Kagalnik                   | Río Kagalnik                   | Río Kagalnik                   | Кагальник       | Río Don                               | 220                 |                              | 140           | 2190         |               | Óblast de Rostov                                                                | Curso Inferior |
| I     | —     | Río Sal                        | Río Sal                        | Río Sal                        | Río Sal                        | Сал             | Río Don                               | 165                 |                              | 776           | 21 300       | 9,9           | República de Kalmukia · Óblast de Rostov                                        | Curso Inferior |
| —     | D     | Río Aksay (ramal del Don)      | Río Aksay (ramal del Don)      | Río Aksay (ramal del Don)      | Río Aksay (ramal del Don)      | Аксай           | Río Don                               | 134                 |                              | 79            |              |               |                                                                                 | Curso Inferior |
| —     | D     | Río Tuzlov                     | Río Tuzlov                     | Río Tuzlov                     | Río Tuzlov                     |                 | Río Aksay                             | km                  |                              | 187           | 4660         | 2,1           | Óblast de Rostov                                                                | Curso Inferior |
| I     | —     | Río Manych                     | Río Manych                     | Río Manych                     | Río Manych                     | За́падный Ма́ныч  | Río Don                               | 99                  |                              | 219           | 21 300       |               | República de Kalmukia · Óblast de Rostov                                        |                |